# サガ フロンティア
『サガ フロンティア』(SaGa Frontier) はスクウェア（現スクウェア・エニックス）が1997年7月11日に発売したPlayStation用ソフトのRPG。2008年11月26日よりゲームアーカイブスで配信されている。2021年4月15日にはオリジナル版で容量の問題により実装されなかったイベントや新主人公のストーリーが追加されたリマスター版が配信開始。
河津秋敏公認の通称は「サガフロ」。サガシリーズとしては7作目。後の『サガ フロンティア2』とは舞台である世界やストーリー上のつながりはない。初めて日本国内外共通のタイトルになった作品である。

## ストーリー・世界
7人（リマスター版では8人）の主人公の中から1人を選ぶシステムを採用。それまでの『ロマンシング サ・ガ』シリーズとは違い、主人公毎にシナリオは異なる。主人公によっては行動によりマルチエンディングへ分岐する。リージョンという様々な世界と種族の同居した独自の世界設定がある。前作とは異なり、ライフル・重火器・メカをはじめ、現代的な都市・生命科学研究などの施設といった、科学やテクノロジーを意識させるものが数多く登場する。誰でも挑む事の出来るクエストや種族の概念など、過去にゲームボーイやスーパーファミコンで発売された「サガシリーズ」の要素を詰め込んだ作品である。これは『ロマンシング サ・ガ3』と同じ流れでファンタジーの世界観や作品を作るのが厳しかった事と、『ゼノギアス』の制作開始に伴って手が空いた石井浩一ら『聖剣伝説』チームと合流した事で大所帯となった為、「それぞれがやりたいことを全部やれる都合のいい世界を作ろう」という考えに至った為である。各主人公の設定考証はそれぞれのスタッフが担当しているが、シナリオそのものは従来同様に河津自身が手掛けており、これまでのシリーズの良いところを取り入れた上での新システムの「連携」は当時は斬新で現在に至るまで人気であり、全サガシリーズの集大成とまでいわれることが多い。
人間以外にも、知性があるモンスター、自意識を持つメカ、独特な価値観を持つ妖魔という、大きく4つに分けられた種族が存在し、その内の個個人がリージョン社会の住人やはぐれ者、治安機構の隊員や犯罪組織に属する者まで様々に生きている。

## セーブシステム
システムデータ
ゲームの開始直後に、任意で作成するセーブデータ。オリジナル版では1ブロックを使用。プレイヤーの名前などを登録し、そのプレイヤーの各主人公でのプレイ・クリアの回数が更新されていく。「NEW GAME」を始める際にこのデータを参照すると、データの状態がゲームのいくつかの初期設定に反映される。また、全主人公のクリア回数が1回以上になるとおまけ要素も出現する。シナリオクリア時に新規作成する事も可能で、この場合の名前はPS版では「サガフロンティア」、リマスター版では名無しに固定される。
セーブデータ
メモリーカードにセーブする、ゲームのセーブデータ。他のゲームの標準的なセーブデータと同様。オリジナル版では1データにつき2ブロックを使用し、メモリーカード1枚に最大7データを保存できる。
リマスター版では最大59データに増加したが、個別に削除することはできなくなった。
クイックセーブ
メモリーカードへのセーブとは別に、一時的に保存するセーブデータ。オリジナル版ではPS本体のメモリに保存する形で、R2ボタンと△ボタンを同時に押すことにより一瞬で記録ができ、ゲームオーバー時やソフトリセットなどによりタイトル画面へ戻った際、「QUICK START」を選択することで短いロード時間で再開可能（クイックセーブの操作を行わなかった場合でも、メモリーカードからロードした時点のデータが自動的にクイックセーブされている）。ただし、本体メモリに一時記憶させている性質上、本体の電源を切ったり、リセットボタンを押すと消える。後のシリーズにも導入されている。
リマスター版でもクイックセーブ時のショートカットコマンドは引き続き導入されているが、セーブデータのロード時に上書きはされず、ゲームを終了しても消えずに残り続ける。また、後述のオートセーブの導入に伴い、クイックセーブの自動上書きは行われなくなった。
なお、クイックセーブのシステムは、過去に同社の『カリーンの剣』でも導入されていた。
オートセーブ
リマスター版追加機能。戦闘後やマップ移動時に自動でセーブされる。通常のセーブ、クイックセーブとは別に管理されており、ロードはロード画面からオートセーブデータを選択する事で行う。設定でオートセーブ自体をオフにすることも可能。
マスターデータ
リマスター版ではオートセーブを含めて何らかのセーブデータを行うと、作成したシステムデータとは別に、ゲーム全体のシナリオのクリア状況や戦闘関連データなどがマスターデータとして自動で記録される。これはシステムデータを作り直したとしてもリセットされず、ゲーム全体でのセーブデータとなっている。
NEW GAME+
リマスター版追加機能。シナリオを1つ以上クリアすると選択可能になる。既存のセーブデータの要素を引き継いで最初からゲームをプレイできる。引き継ぐ要素はバトルレベル、パラメータ、アイテム、技術、所持金など個別に設定可能。読み込んだデータの主人公と新たに始める主人公が一致していなくても良い。これを選択するとセーブ画面に王冠マークが付き、自動的に「追加要素あり」の設定となる。

## 用語
混沌、リージョン
混沌の中にリージョンという領域が存在するのが、本作のおおまかな世界構造である。混沌を宇宙空間に例えるならば、リージョンは惑星という位置づけに近いが、現実の惑星1つとくらべれば小規模。『ロマンシング サ・ガ』などでいう一国・一都市単位程度の大きさになっていることが多いが、設定はそれぞれのリージョンで多種多様。基本的にリージョンの歴史に関しては多くが明かされていないが、大きな力を持った者はリージョンそのものを作ることもできる。混沌の空間は生身では渡れないため、リージョン間を移動するためには基本的にリージョンシップなどの乗り物を利用する。
リージョンシップ
混沌から防護するための特殊なフィールドを張ってリージョン間を行き来する船の事で、旅客船や旅客飛行機のようなそれなりに身近な存在。汎用的な旧型船「ガベージシップ」、クーロンから飛び立つイルカ型船「ドルフィン」、トリニティ所有の可変機「ホーク」、個人所有船の「キャンディー」、ネルソンの独立戦闘任務艦「ビクトリア」、ブラッククロスの戦闘艦「ブラックレイ」、白鳥型の高級旅客船「キグナス」、タンザーに飲み込まれるイカ型船「スクイード」と、様々な形態のシップが存在する。基本的には、発着場で行き先を指定し、シップに乗り込んで目的のリージョンへ移動する。ゲーム中の利用は基本的に無料だが、有料の場合もある。また、主人公が乗る機会は無いシップとして、ノーマッドのパイレーツシップ、モンドのホエール級戦艦なども登場する。リマスター版ではIRPO専用のパトロールカー型のシップが登場している。
トリニティ
この世界に君臨する政治機関。工業地区タルタロス、商業地区マンハッタン、居住地区ニルヴァーナの3つのリージョンで構成されており、三位一体の「Trinity」の名を冠している。ニルヴァーナはゲーム未登場。威圧的な政策を強いる事もあるため、反トリニティを掲げる組織やリージョンも存在する。
ゲームでは描かれないが、トリニティ人はニルヴァーナから表には出ず、他のリージョンの人間を使役しているとされ、執政官を含め作中に登場するトリニティ関係者はトリニティ人ではない。
モチーフは『宇宙英雄ペリー・ローダン』のアルコン星。
IRPO
リージョン界を管理する治安維持機構。正式名称は「Inter-Region Patrol Organization」の略で「リージョン相互警邏機構」という警察組織のこと。組織自体がリージョンを代表するようになったため、リージョン名にもその名称が使われている。ゲーム中のキャラクターとしてはヒューマン・妖魔・モンスター・メカの各種族の隊員が登場するが、これは当初予定されていたヒューズ編にて、IRPO隊員のみでパーティ編成をした際に全種族が揃うように意図していたため。
超古代文明
遥か昔に栄えた文明。一部の主人公のシナリオに登場する。以下の2つは魔法的なものと科学的なものの違いはあるが、どちらも超古代文明によって生み出されたものである。7人全てのシナリオの根底には必ずこの超古代文明が関わっている。
指輪
強大な魔力を秘めた指輪。「護り」「商人」「盗賊」「策士」「勇気」「隠者」「生命」「戦士」「神秘」の9種類が存在する。その力は一つの指輪でリージョンの寿命を引き延ばすほど。指輪には超古代の「サムナ文字」が刻まれており、未だその文字を使っているモンスターなら読むことができる（クーン曰く「今どき使ってない」）。その文字によると指輪を集める事で願いが叶うとされるが、クーン編終盤にてその恐るべき秘密が明らかになる。
キューブ
トリニティの保持する最重要機密事項。膨大なエネルギーを発する装置とされるがその正体は不明。RB3の動力にも使用されている。エミリア編終盤にてジョーカーはキューブの在り処としてヨークランドの忘れられし聖堂に誘き出されるが偽情報であり、そこにキューブは存在しない。
企画段階ではアイテムとして入手可能であり、入手後は自由にリージョン移動が可能になる予定だった。
種族
この世界ではヒューマン、妖魔、モンスター、メカの4種類の種族が共存している。また、それに該当しない例外的な種族としてヒーロー、半妖も存在する。
ゲームシステムとしての「種族」は後述の節を参照。
ヒューマン
いわゆる普通の人間に相当する種族。作中では通常通り「人間」と表現される。
妖魔
ヒューマン種よりはるかに寿命が長く、意識が具現化した存在であるといわれる。生まれ持った力と、「美貌」「恐怖」「誇り」の3つの価値観で格が決まり、位が高いほど他の存在には無関心である存在。生まれつきの力がそのまま身分に対応する社会を構成している。下級妖魔は上級妖魔に対して絶対的な服従を強いられ、身分の差は絶対的であり、上級妖魔の怒りに触れた下級妖魔は存在すら消されてしまうとされる。上級妖魔は概ね美しい人間の姿をしているが、位の低い下級妖魔はモンスターに近い姿のものも存在する。下級妖魔は一般のヒューマンやモンスター等と同様に、町で暮らしたり主な敵として徘徊している。人間に近い容姿の者が多いが、人間から妖魔になった者・モンスター同様に振る舞うもの・一部を機械化したメカに近い者などもおり、全体を見ると容姿は統一されていない。ヒューマン種やモンスター種を見下している者もいる他、生来妖魔は「メカおんち」とされ、概ねメカ種を苦手とする者が多い。ヒューマン種の血が赤いのに対し、妖魔は青い血が流れている。
モンスター
獣や鳥、昆虫をはじめ様々な形態を持つ種族。多種多様で、マップ上では主な敵として徘徊している。能力を吸収することによって、人間が服を着替えるように、モンスターは別の姿に変化することができる。リージョンによってはヒューマン同様に集落を作ったり町で商売をする姿も見かける。この場合人語を話すことも珍しくない。基本的に性別は存在しないが、マーグメルのなかよし姉妹やクーンの祖母など、便宜上の区別がされる事はある。また、ヒューマン種が死後にアンデッドとして蘇りモンスター種に変化した場合、生前の性別を引き継ぐこともある。
メカ
いわゆるロボット。機械の身体の種族。人格を持って自律して行動しており、本体は中枢部のコアとなっている。ヒューマンやモンスター等と同様に町で暮らしたり店を営んでいる者もいる。
ヒーロー
リージョン「サントアリオ」を拠点にしているとされる特殊なヒューマン族。サントアリオで生まれたものはそのリージョン特性により強力な肉体を得てヒーローの素質を持つが、彼らのヒーローとしての行動は他のリージョンでは著しく制限されるため、各地を調査して資格あるものに能力を分け与えて新たなヒーローに任命している。普段は正体を隠しており、変身して全身をフルスーツで覆った姿でヒーローとしての活動を行う。
半妖
ヒューマンと妖魔の血が混ざった、自然発生するはずのない種族。紫の血が流れている。

### リージョン
マンハッタン
この世界を統治する組織「トリニティ」の一大商業地域にして、トリニティの表玄関のような存在。アクセサリー店では有用なアクセサリーが売られている。
タルタロス
トリニティが所有する一大工業施設のあるリージョン。リージョン世界全体の情報を管理する施設などを内包し、一般人は立ち入れない。T260G編のみ登場。
トリニティ・ラムダ基地
広大な荒野の中心にトリニティ施政官のいる軍事施設が建設されたリージョン。エミリア編のみ登場。
HQ
主人公の一人、T260Gの任務に重要な役割を果たすトリニティ側の基地があるリージョン。T260G編のみ登場。
IRPO
この世界の警察組織のリージョン。組織の本部がある。
ディスペア
IRPOに逮捕された犯罪者が収監される、脱獄不可能といわれている巨大な監獄で構成されたリージョン。
クーロン
ネオン街の表通りと治安の悪い裏通りに分かれた市街地のあるリージョン。露店が多く武器・防具・消耗品など大抵のアイテムが揃い、他のリージョンからは行けない様々なリージョンへのシップが運行しているため冒険の拠点となる。
ボロ
多くの屑鉄が発掘できる、クレーターの多いリージョン。T260G編のみ登場。
スクラップ
他との交流は少ないものの、鉄工業が発達しているリージョン。様々な旅人が集まる酒場や、ガラクタの中からアイテムを漁らせ、レアアイテムを買い取るジャンク屋が存在する。
シュライク
現代日本の様な町並みと古くからの古墳が隣り合わせになっている市街地のリージョン。なお、シュライクとは「モズ（鳥）」の英語読みであり、大阪府堺市百舌鳥（もず）地区をモデルとしている。中島製作所で一部のアイテムの購入・売却（刀剣のみ）が可能。
オウミ
水の都があるリージョン。シーフード目当てに多くの観光客が訪れる。唯一ネルソンへのシップが出航している。近江国がモデル。
ネルソン
トリニティの支配に入ろうとせず独立を掲げるリージョン。金を一定の相場で売る店があったり、一部の防具を取り扱っていたりする。
ヨークランド
トリニティに献上されるほどの酒が名物の村があるのどかなリージョン。山奥には忘れられた聖堂があり、そこに向かう道のりがエミリア編のラストダンジョンとなる。
シンロウ
熱帯のジャングルに王国の宮殿や遺跡があるリージョン。真臘がモデル。
マジックキングダム
魔法科学が発展した、術士たちの住むリージョン。魔術を購入でき、一部の魔法的なアイテムも購入できる。ブルーとルージュの出身地だが、ブルー編では目的を果たすまでこのリージョンへ帰還することができない。その他の編でルージュが仲間に居る場合、ここに向かおうとするとルージュは離脱する事になる。リマスター版のヒューズ編でのみ仲間として加わるブルーも同様。
地獄
ブルー編のラストダンジョン。マジックキングダムの地下に封印された謎の空間。名前とは裏腹に暖かい光に満ち、大きな花が咲いていたり穏やかな表情の天使が舞う天国のような場所だが、その実態は邪悪なモンスターが蔓延る文字通りの地獄である。かつてマジックキングダムが指輪の力を使って天国のような場所を作ろうとしたが、見た目だけが天国で中身は地獄になってしまっため、地下に封印されていた。
ドゥヴァン
様々な種類の占い屋が所狭しと集まっているリージョン。印術・秘術を購入でき、それらの資質にまつわるアイテムを入手可能。また、麒麟の空間へ向かう場所でもある。
ルミナス
光や影に関する術を扱っているリージョン。陽術・陰術を購入できるほか、それらの資質にまつわる場所へ向かうことができる。
オーンブル
人も風景も、すべてが影だけで構成されている特殊なリージョン。店も一応あり、一部のアイテムを購入できる。
バカラ
地上200階にもおよぶ巨大カジノホテルが建つ街のあるリージョン。ゲーム中ではカジノホテル内とその地下に広がる洞窟のみ探索可能。
ワカツ
独自の剣術を扱う剣豪たちがいたものの、トリニティにより滅ぼされ、現在は廃墟になっている近世の日本を思わせるリージョン。殺された剣豪や忍者の亡霊が蔓延っており、ワカツ出身者が同行していなければシップも手配されない。会津若松がモデル。
滅ぼした張本人であるモンドによって巨大な基地が建造されており、リュート編のラストダンジョンとなる。
京
日本庭園を思わせる、和風の建物や風景が広がるリージョン。心術を購入できる。また土産物屋で一部のアクセサリーや防具を購入可能。
マーグメル
住民のほとんどがモンスターのラモックスで構成される、滅亡寸前のリージョン。クーン編のみ登場。かつては豊かな緑を湛える美しいリージョンだった。クーン編の最終決戦の舞台でもあるが、ダンジョンは存在しない。
麒麟の空間
空術の使い手、麒麟が作ったリージョンで、巨大なお菓子が地形を作っている。麒麟が保護した孤児達が住む。
時間妖魔のリージョン
時術の使い手、時の君が住む特殊なリージョン。中央の砂時計で時間が管理されている。
ムスペルニブル
妖魔の君の一人・ヴァジュイールが統治するリージョン。雪山が並ぶ一方で空は燃えている。ヴァジュイールの宮殿は誰でも訪れることが可能だが、仔細な探索はクーン編のみで実質的なラストダンジョンとなっている。
ファシナトゥール
妖魔の君の一人・オルロワージュが統治するリージョン。針の城が聳え立つ。妖術を購入可能。また、ゴサルスの店で（メカ以外は）主人公のLPを代償にして強力なアイテムを購入できる。針の城はアセルス編のみ入城可能で、アセルス編の開始地点であると同時にラストダンジョンでもある。
ブラッククロス本部
レッド編のラストダンジョン。悪の組織ブラッククロスの本拠地である基地リージョン。
最終兵器
T260G編のラストダンジョン。T260Gの任務と重要な関わりを有する、武装された超巨大要塞「RB3（正式名称 Region Baster type3）」。はるか昔に起こった巨大戦争で造られた超巨大戦艦。混沌から自身を創造する機能によって自ら成長拡大を繰り返し、進路上の敵リージョンを破壊しながら目標へ侵攻するようセットされている。敵とは現在のトリニティであり目標はHQである。当時のトリニティ陣営の中枢があったHQがRB3側の陣営によるウイルス攻撃で機能停止したため、目標が陥落したと見做し停止していたが、作中でHQが再起動したためにRB3も再起動した。現在ではほとんどのリージョンがトリニティに加盟しているため、それら全てが破壊対象となる。尚、RB1とRB2は通常の方法で破壊出来たがRB3は全く異なる構造であったため、その破壊に特化したT260タイプが生み出された。なお、形態が超巨大戦艦なのはそれがリージョン界を破壊する為に最適な形態であったためで、前述通り混沌から自身を創造する機能がある為、形態は固定ではなく『ロマンシング サガ リ・ユニバース』の世界に出現した時は黒い半球体の形態で登場した。
後半部はシステム内部へダイブする形となり、一定回数の戦闘を行わなければ先に進めない。この点に関してオリジナル版ではノーヒントだが、リマスター版で「追加要素あり」とした場合、ヒントとなるアナウンスが表示される。
上記のリージョン以外にも、サントアリオなど名前のみ登場するリージョンが存在する。

## 戦闘システム
敵とのエンカウントはシンボルとの接触による方式。戦闘はターン制コマンドタイプのもの。1回の戦闘で敵味方共に最大5人ずつのパーティーバトル。味方キャラクターの能力変化（成長）のシステムは種族毎に異なる。
パーティーメンバーは最大で15名までであり、多くても5名までで構成される3組のグループからなる。戦闘開始時に戦わせるグループを選択できるが、ボス戦では強制的に左から1番目のグループが戦うことになる。
パーティーが15名に達しても新たに仲間を加える事は可能だが、16名以降の仲間はメニュー画面に表示されず、シナリオ上のみ登場の仲間となり、戦闘には参加できない。基本的に一度仲間にしたキャラクターを外すことはできない。ただし、シナリオの進行など、特定の条件で自動的に離脱する事がある。リマスター版では16人目以降も控えメンバーとして表示されるようになり、入れ替え可能になっている。
本作の敵キャラクターは、『ロマンシング サ・ガ』以降のそれまでの作品と同様に、プレイヤーの戦闘回数に応じて、順次高いランクの強い敵が出現するようになる。本作のみ、イベント戦闘やボス敵キャラクターのHPは、戦闘回数に応じて原則的に最大5倍まで増えるため、同じボスキャラクターでも戦う時期によって倒しやすさが異なる。
イベント戦闘で戦う敵キャラクターに関しては、本作では特に、その戦闘専用の強化された仕様で出現することも少なくない。HP・各種能力値や耐性・攻撃方法・倒した時にメカが吸収できるプログラムが異なっており、低ランクの敵であっても強敵としてイベント戦闘に登場させている場面がシリーズ中でもかなり多い（逆に、高ランクの敵を弱体化させた仕様で序盤に登場させていることもある）。
戦闘からの退却は不可能で、一度戦闘に突入したら必ず戦わなければならない。リマスター版では退却が可能となっており、退却を繰り返しても敵のランクは上がらない。但し、イベント戦闘など状況によっては退却不可の場合もある。ゲームスタート時に「追加要素なし」を選択した場合は退却コマンドも無くなる。

### 連携
複数のキャラクターの技・術などの連続攻撃。一斉に行動し、個別に攻撃したときよりも大ダメージを与えられる。本作では、2人目以降に顕著な影響があり、対象の防御力や耐性（状態異常耐性を除く）を無視する上、基本的なダメージ自体も上がり、追加効果の発動率も高まる。
敵味方両方にあるシステムであるが、本作では、敵味方が入り交じっての連携はない。本作以降のサガシリーズ作品にも登場。連携の名称はそれぞれの技・術などの名前の一部を繋ぎ合わせたものになる。そのため、変わった名称になることも多々あることから、ゲーム雑誌や攻略本、ゲーム関連サイトなどで、話題として取り上げられている。
本作の場合、繋がり方によっては技・術の行動が完全に終わる前に次の連携に繋がり、突き上げからの突き落とし表現や、前の技の終了と次の技の開始が同時に行われる等、単発の技・術とは違う迫力のあるエフェクトを出す事ができる。また、回復行動を挟んだ場合・行動順番を途中で相手に割り込まれた場合・異なる敵を標的にした攻撃同士が連携することはない。画面上では不可視の「瞬間ステータス」が5種類、それぞれの攻撃に内包されており、停止⇔移動、高温⇔低温という相反する性質は連携しやすいよう設計されている。

### パラメータ
性別
男性、女性、無性がいる。戦闘時の特定の攻撃に影響を及ぼす。
種族
戦闘に使用できる技などの系統や、成長システムに影響を及ぼす。これが異なる者同士は、システム周りが大きく異なる。詳しくは後述。
HP
耐久力。ダメージを受けると減り、アイテムや術などで回復可能。0になると戦闘不能になり、この際にLPが1減る。戦闘終了後には完全に回復している。
LP
生命力。戦闘不能になった時に1減るが、HP×2のダメージを受けた場合は、2減る場合がある。戦闘不能の状態で敵から攻撃を受けると更に減る。特定の技や術を使うことで自分のLPが減る場合もある。0になると昏睡状態になり、前作までのように死亡する事は無いが、回復させるまで戦闘に参加出来なくなる。アイテムや宿屋で回復可能。主人公が昏睡となると死亡した事になり、ゲームオーバー。
WP・JP
技や術などを使うために必要な数値。WPは技・モンスター能力・プログラム・妖魔武具憑依能力を、JPは主に術を使用することで消費する。移動中に回復アイテムを使用したり、戦闘に参加させなかったチームにいると回復する。
LP・WP・JPは、一般に宿屋・アイテムなどで回復。戦闘に参加させなかったグループに入れておくことでも徐々に回復する。
STR
筋力。高いほど剣や体術を使用する物理攻撃の攻撃力が高まる。
QUI
運動性。高いほど先に行動する可能性・体術の攻撃力・回避率などが高まる。
INT
知力。高いほどアイテムや術の効力・ステータス異常などの成功確率が高まる。メカはINTを上昇させるとプログラム（他の種族で言うところの技）の装備スロットが増える。
WIL
集中力。高いほど命中率や、術や銃・重火器の攻撃力が高まる。
PSY
霊感。高いほど術の攻撃力が高まり、敵から受けたステータス異常の発生率を抑えられる。
VIT
丈夫さ。高いほど防御力が高まり、睡眠状態から復帰しやすくなる。
CHA
魅力。高いほど誘惑系の攻撃の成功率が高まり、逆に敵からの誘惑系の攻撃を回避しやすくもなる。術によるHP回復量にも関係する。
DEF
防御力。装備した防具の総性能であり、高いほど防御力が高まる。ただし攻撃の属性によっては表示されている数値通りの防御力にならない場合もある。
それぞれの攻撃に属性が含まれるというシステム「防御特性」は、初登場の『ロマンシング サ・ガ2』と基本的には同様で、対応する防御属性が高いほど受けるダメージを抑えられる点は同じであり、本作では熱・冷気・電撃・エネルギー・弾丸といった属性名になっている。
なお、これらは一部に例外もある。

### 装備品
武器
攻撃用の装備であり、種族によって装備できる数が異なる。片手で使える攻撃は盾と併用できるが、両手を使う攻撃は盾を持っていても回避効果が現れない。
- 剣 - 片手/両手用。攻撃範囲の種類が多く、特徴がオールマイティ。刀に分類される剣でしか使用できない技もある。
- 銃 - 片手用。遠距離攻撃が出来る武器。通常の攻撃用途以外に、直接使うのではなくセットするだけで攻撃を強化するための技もある。弾を使い切ると弾込めをするため行動が遅れる。
- 重火器 - 片手用。実弾を発射するタイプと光線を照射するタイプに大別され、強力だが弾を使い切るとその戦闘が終わるまで原則的に使えなくなる。
- 拡張パーツ - 片手用。メカのみ性能を引き出す事が可能で、広範囲を攻撃したり特殊な効果を持つ物が多い。
- 体術 - 片手（打撃）/両手（投げ）。武器の威力に依存せず、威力は本人の能力値に依存する。全体攻撃が一つも無い。
  - 弾数について
銃・重火器・一部の拡張パーツについては、武器ごとに弾数が設定されている。戦闘中に消費されるリソースである点はWP・JPに近いが、異なる点もあるため特徴を列挙する。「WP・JP」「弾数」の2つの条件が重なった場合は、WP・JPを優先する。

|                                | WP・JP               | 弾数（銃）                                                       | 弾数（重火器・拡張）              |
| ------------------------------ | -------------------- | ---------------------------------------------------------------- | --------------------------------- |
| 残量が足りる場合               | そのまま消費して使用 | そのまま消費して使用                                             | そのまま消費して使用              |
| 残量が足りないが 0ではない場合 | 選択できず使用不可   | 残量全てを消費して その分だけ使用                                | 残量全てを消費して その分だけ使用 |
| 残量が足りない上 0の場合       | 選択できず使用不可   | 残量が全回復して そこから消費・使用するが 行動はターン最後になる | 選択できず使用不可                |
| 戦闘終了時の残量               | 消費した分はそのまま | 全回復している                                                   | 全回復している                    |

防具
防御用の装備。基本的に1種類につき1つずつしか装備できない。
- 盾 - 特定の攻撃を一定確率で回避（ダメージや特殊効果の遮断）ができる。武器と防具で装備箇所の違う種族の場合、武器として装備する。装備欄の許す限り個数制限はない。
- 体用防具 - 胴体用防具。総じて防御力が高い。
- 頭用防具 - 頭用防具。暗闇を防ぐ効果がある。メカにとってはINTを増強して技装備欄を増やすものが多い。
- 腕用防具 - 腕用防具。特定の種族が装備すると攻撃力を補強できる。メカにとってはSTRを増強して近接攻撃を強めるものが多い。
- 足用防具 - 足用防具。特殊な攻撃を使用できる物も存在する。メカにとってはQUIを増強して坑道速度を早めるものが多い
- 全身用防具 - 身体・頭・腕・足の防具がセットになったもの。部位が重複する他の防具とは併用できない。
- 服 - 鎧の下に着るため、全身用防具とも併用が可能。
- アクセサリー - 主に耐性重視で、装備欄の許す限りいくつでも装備できる。

### 種族
成長システムが異なる複数の種族が存在するというシステム。パーティメンバーがどの種族であるかを把握しておく必要がある。
設定としての種族は用語の節を参照。
ヒューマン
いわゆる人間。装備は武器・盾を合計4つ、防具を合計4つ、技・術・見切りを合計8つ可能。能力装備欄に空きがあれば新たな技や見切りを閃いて覚えることが可能。戦闘を繰り返すことでLP以外のパラメータが上昇していく。戦闘中の行動によって成長する能力の傾向が異なってくる。
ヒーロー
通常は他のヒューマンと同じだが、戦闘中に特定の条件を満たして「変身」すると能力が強化される上、「ヒーロー技」という強力な技を閃いて使用することが可能。代わりにその戦闘では一切成長せず、戦闘終了時に技や術を修得することも無い。特定状況の戦闘では最初から変身している場合もある。
妖魔
装備は武器・盾を合計4つ、防具を合計4つ（うち1つは外せない固有装備）、術を4つ、妖魔武具を3つ可能（一度身につけた妖魔武具は外せない）。妖魔武具（後述）に敵モンスターを憑依することで能力を補強するため、戦闘を繰り返して上昇するのはHP・WP・JP・CHAのみ。全ての妖魔は下級・上級に区別され、仲間の上級妖魔は敵の下級妖魔からのダメージを軽減できる。仲間のほとんどの上級妖魔は固有装備として「妖魔の鎧」を身につけているが、異なる固有装備を持つ妖魔もいる。
半妖
通常はヒューマンと同じだが、戦闘中に妖魔武具を使って攻撃を行うと「妖魔化」が発生して一時的に特徴が妖魔となり、妖魔武具に吸い取ったモンスターによる能力強化や妖魔武具の憑依能力が使用可能になる代わり、その戦闘で成長するパラメータは通常の妖魔と同じものに限定される。武器・盾を合計4つ、防具を合計4つ、技・術・見切り・妖魔武具を合計8つ可能（妖魔武具の付け外しも自由）。全キャラクター中、該当するのはアセルス唯1人である。
モンスター
装備は変身した形態ごとに設定された武具（非表示）4つ、自由に着脱できるアクセサリー4つ、モンスター能力を8つ可能。手持ちの能力の組み合わせで様々な姿に変身し、現在変身している姿に対応したパラメーターになる（唯一最大LPが変動する種族でもある）。
パラメータ画面での「種族」の欄には、戦闘時における現在の姿が表示されている。メニュー画面やマップ上での姿は初期状態から変わらない。
メカ
装備は武器・盾・防具を合計8つ（うち数点は外せない固有装備）、プログラムを2-8つ可能。パラメータは成長しないが、他の種族よりも装備品によるパラメータ強化が非常に大きい。メカには8つのボディタイプが存在し、固有武装が数種類用意されており、ベースとなるパラメータもそれぞれ異なっている。
パラメータ画面での「種族」の欄が、「形式」になっており、ボディタイプが表示されている。
最大LPは他の種族に比べると高めに設定されているが、戦闘に参加させなかった場合に他の種族なら生じるはずのLP残量回復は起こらない。また、他の種族に比べて最大WPの上限が低い代わりに、戦闘によるWP回復（後述）が可能であり、他の種族とはリソースコントロールの概念が若干異なる。

### 技術
戦闘中に、攻撃や回復などの戦う手段として行使できるものは、種族によって異なっている。修得方法もそれぞれ異なるため、前作までのように覚えた技術を他のキャラクターに使いまわすことはできない。

#### 技
武器などを使用した攻撃手段。WPを消費する。覚えた技は戦闘中以外であればいつでも付け替えが可能。技を6つ以上装備し、かつ、術を1つも装備していない場合、技の達人となり消費WPが1減少する。
体術技
武器を装備していなくても使用できる格闘攻撃。戦闘中に「閃き」によって新しい技を修得する。「閃き」は、ある技を使っていると特定の技を閃きやすい・キャラクターや時期ごとに閃きやすい技に差が出るなどの性質もある。
剣技
剣を装備する必要があり、剣の性能によって同じ技でも効果が異なる。「閃き」によって技を修得するが、刃の曲がった「刀」でなければ閃き・使用できないものもある。
銃技
銃を装備する必要があり、銃の性能によって同じ技でも効果が異なる。戦闘終了後に新たな技を1つ修得することがある。WPだけでなく、弾数も消費する。
ヒーロー技
種族「ヒーロー」のみが使用できる強力な攻撃。戦闘中に「閃き」によって新しい技を修得する。体術技と剣技に大別される。

#### 見切り
戦闘中に特定の攻撃を受けると、見切りを閃くことがある。覚えた見切りの装備中は、ステータス異常中などの発動しない局面もあるが、発動すればその攻撃を100%回避する。前作では不可能だった味方からの攻撃の回避も、今作では可能となっている。

#### 術
全部で12系統存在する、他のRPGでいう魔法にあたるもの。JPを消費する。覚えた術は戦闘中以外であれば基本的にいつでも付け替えが可能。術を6つ以上装備し、かつ技を1つも装備していない場合、術の達人となり消費JPが1減少する。
基本的に店で購入して覚えるが、系統ごとに資質の概念が存在し、戦闘中に資質を持った系統の術を使うことで、戦闘終了時に同じ系統の新しい術を修得できることがある。高位の術は店で販売されていないため、この手段を用いて自力で修得する必要がある。資質の会得は特定のイベントでパーティ加入以後に得られるものと、パーティ加入以前に得ているものがある。ただしパーティ加入以後に覚えることができる機会は、1つの系統につき1回のみ。一度会得した資質を捨てることはできない。
それぞれの術には相反する系統が存在し、それらを両立することは一部の例外を除き不可能。資質も相反する系統の両立はできない。具体例を挙げると、陽術と陰術は対の関係にあり、陽術を覚えている者は陰術を覚えた途端に全ての陽術を忘れてしまい、陽術の資質を持つ者が陰術の資質を得ることもできない。ただし、持っている資質と相反する系統の術を店で購入して覚えることは可能。
資質さえ持っていれば相反する術を習得していてもルーンソードの勝利のルーンやパープルアイの幻夢の一撃を使えば購入可能な術も含めて修得できるという抜け穴がある。
陽術
ルミナスの光の迷宮にて資質を修得できる、光の力を使った術。相反する系統は陰術。攻撃、回復などオーソドックスな効果を持った術が基本となる。強力な全体攻撃術と、能力を大幅に強化し持ち主を守る光の剣を召喚する上位術で幅広い対応が可能。
メイレン、白薔薇が初期状態で一部の術のみ修得している。
陰術
ルミナスから向かえるオーンブルで資質を修得できる、光を利用してできる影を利用した術。相反する系統は陽術。陽術・陰術ともにルミナスで販売されている。攻撃力は乏しいが補助的な効果を持つ術が多く、ダメージを与えずに敵を欺いたりマヒさせてしまう術に長ける。最高位の術は自らの影を実体化させ共に戦わせる攻防一体の術「シャドウサーバント」。
ドール、ヌサカーンが初期状態で一部の術のみ修得している。
空術
空間や空気を操る術。相反する系統は時術。その強力さ故、一定以上の力を持った術者でなければ修得できない。攻撃術に優れる他、場の地相に作用する特殊な術を持つ。
麒麟が初期状態で資質を持ち、全ての術を修得している。場合によっては麒麟から術を購入して修得することもできる。
時術
時間の流れを操る術。相反する系統は空術。空術と同じく、修得にはそれなりの力量が求められる。状態異常を付与する術に優れ、資質を得た者は自分自身を超加速する事で無限大の行動速度を得ることさえ出来る。
時の君が初期状態で資質を持ち、全ての術を修得している。場合によっては時の君から術を購入して修得することもできる。
空術、時術ともに資質を得る事ができるのは世界で一人のみで、資質を得る唯一の方法は、現在の資質所得者を殺す事である。
魔術
マジックキングダムで生まれた科学的超能力。相反する系統は妖術。マジックキングダムで生まれた者は例外なく資質を持ち、それ以外のキャラクターが資質を手に入れることは出来ない。ただし、店で魔術を購入することは可能。特に攻撃に優れる系統。
ブルー、ルージュが初期状態で資質を持ち、一部の術のみ修得している。
妖術
ファシナトゥールで生まれた妖魔の術。相反する系統は魔術。妖魔・半妖は例外なく最初から資質を持つが、他の種族のキャラクターが資質を手に入れることは出来ない。ただし、ヒューマンが店で妖術を購入することは可能。補助的な効果に優れる系統。
全ての妖魔とアセルスが初期状態で資質を持ち、そのうち一部の術を修得しているキャラクターもいる。他に、資質は無いがドールも初期状態で一部の術のみ修得している。
心術
自分の心の強さや精神力を術としたもの。相反する系統は邪術。ヒューマン・半妖のみ京にて資質の会得および術の購入が可能で、妖魔はどちらも行うことができない。効果が及ぶ範囲は限定されるが、反面その恩恵は大きい。また、総じて消費JPが少ない。ブルー編は終盤でのみ資質を取得することが可能。同様の境遇のルージュは他の主人公で仲間にした場合に通常通り取得可能だがこれはチェックミスであり、海外版やリマスター版では取得不可になっている。
ヒューズ、ルーファスが初期状態で資質を持ち、一部の術のみ修得している。
邪術
邪悪な呪いの術。相反する系統は心術。主に敵キャラクターが使用する術が多い。プレイヤー側が資質の会得および術の購入を行う手段は無く、特定のキャラクターが最初から覚えている術以外に使用する方法はない。総じて消費JPが少なく、様々な状態異常効果を持つ。
ゾズマが初期状態で一部の術のみ修得している。
秘術
タロットカードを利用する術。相反する系統は印術。カードの絵の内容がそのまま術の効果となる。各地にある4枚のアルカナ・タローを得ることで、4か所全てに立ち会った者にのみ資質が身に付く。多種多様な術を持ち、汎用性に優れる。全てのJPを消費して放つ極めて強力な術「塔」が存在する。エミリア編ではシナリオの都合で、ルーンを全て集めてからでなければイベントを始められない。レッド編では条件次第で「盾」のカードを即座に入手できる。
ヌサカーンが初期状態で一部の術のみ修得している。
印術
ルーン文字を使う術。相反する系統は秘術。対象に刻んだ文字の効果が現れる。各地にある4つのルーンに触れることで、4か所全てに立ち会った者にのみ資質が身に付く。ダメージを与える術がひとつもないが、反面補助術に特化している系統。エミリア編では最初のイベントで強制的に「解放のルーン」が手に入る。クーン編ではシナリオの都合でルーンを全て集める事は出来ない。秘術、印術に於いては資質を得る為のアイテム集めは、片方が進行中だともう片方のイベントを発生させる事が出来ない。両方のイベントを体験したい場合は、まず一方を完了させる必要がある。また、特定条件でルーン入手の機会が失われた場合はイベント進行が中断される。
メサルティムが初期状態で資質を持ち、一部の術のみ修得している。
幻術
妖術と陰術に吸収され失われたとされる古の系統であり、相反する術はない。特定のキャラクターが覚えているものや、特定の武器と術の組み合わせで発現するもの以外に味方が使用する方法はなく、その効果は妖術の「幻夢の一撃」によってランダムに呼び出される幻獣を指定できるというもの。
零姫が初期状態で資質を持ち、メニュー欄で取り扱う全ての術を修得している。
命術
陽術と陰術の両方の資質を兼ね備えた者のみが使用できる術。その一見矛盾した条件により、通常の方法では覚えられない。戦闘不能と同時に復活する「リヴァイヴァ」、自らの命を削って仲間を回復する「サクリファイス」がある。

#### 妖魔武具
妖魔が固有で持っている武具。実際は装備というよりもこれ自体が技に近いものであり、装備も技欄にセットされている。WPを消費するが、使用してもWPの成長は不可能。
「剣・小手・具足」の3種類があり、最初から全てを使用できないキャラクターもHPとパラメータを上昇させることで、戦闘終了後に修得できるため、最終的に3種類を揃えられる。
そのまま使用して攻撃することもできるが、これで「モンスター種族の敵」を倒すと、その敵を武具に吸収できる（半妖は事前に妖魔化が必要）。吸収すると、パラメータに補正がかかりキャラクターが強化されるだけでなく、対応した技「憑依能力」を1つ使えるようになる。パラメータの強化具合・使用できる憑依能力は、吸収した敵モンスターと使用した妖魔武具によって異なる。ただし、1つの妖魔武具に一度に吸収できるモンスターは1体だけであり、新たに吸収するとそれまでの憑依能力とパラメータの変化は失われる。
半妖は、通常時は妖魔武具の基本攻撃しか使用できない。妖魔化すると、モンスターを吸収した分のパラメータ変化の恩恵を妖魔同様に受けられ、装備している妖魔武具の憑依能力も使用できる。

#### モンスター能力
敵から吸収した多種多様な攻撃手段。WPを消費する。味方モンスターがパーティーにいる状態で「妖魔・モンスター種族の敵」を倒して戦闘終了すると、その敵からモンスター能力を吸収するかどうか選択できる。
吸収できる能力は敵モンスターにより様々で、1種類の敵から覚えられるモンスター能力は数種類（どれを覚えられるかはランダムだが確率はそれぞれ異なる）。これまで覚えたことのないモンスター能力を新たに覚えた場合は、HPも上昇する。但し1回の吸収で覚えられる能力は1つだけで、他の種族と違って自由に着脱できない。ただし、並べ替えは可能。吸収した能力は、メニューの一番下に配置した能力と入れ替えることになる。リマスター版では8つ覚えていた時に入れ替える能力を任意に選ぶ事が可能になった。
違う姿に変身するには「特定のモンスター能力を持っている」必要があり、どの姿に変身したいかで必要な能力もそれぞれ違う。変身に必要なモンスター能力は1種類とは限らない。味方パーティにモンスター種族を入れることのできるシリーズ作品で唯一、モンスターの形態に合わないような攻撃手段を覚えることが可能である（例：軟体のスライムが斬撃を扱うブレードを使用出来る）。
モンスター能力は頭部、腕部、脚部、身体、ブレス、魔法能力の6つに分類され、この組み合わせと現在の最大HPを参照し、姿が決定される。同部位の能力を持っていた場合、能力欄で上になっている能力のみが参照される。この参照法則を利用すると強い種族のまま、ある程度能力を取捨選択が可能。この法則とは別に特定の組み合わせでのみ変身できる特殊変身もある。特殊変身の場合は最大HPに関係なく変身が可能。リマスター版では能力がどの部位に該当しているかのアイコンが能力一覧に表示されるようになった。

#### プログラム
メカにインストールできる攻撃手段。WPや弾数を消費する物もある。メカがパーティーにいる状態で「メカ種族の敵」を倒して戦闘終了すると、その敵からデータを採取するかどうか選択できる。データを採取すると、プログラムを収集できる場合があるとともに、エネルギー充填でWPが必ず最大値まで回復する。
収集できるプログラムは敵メカにより様々で、1種類の敵から収集できるプログラムは最大4種類（どれを覚えられるかはランダムだが確率はそれぞれ異なる）。
収集できなかった場合は上記の通り、WPが最大値まで回復するが、プログラムを自己開発して習得する場合もある。自己開発が可能なプログラムは味方側のボディタイプによって異なり、敵ランクの高い敵メカほど強力なプログラムを開発可能で開発率も高い。この法則性により、そのボディタイプでは自己開発は不可能だが、収集によって習得可能というプログラムもある。ただし1回の採取で覚えられるプログラムは1つだけ。
プログラムによっては、特定の武器や防具（剣・重火器・拡張パーツ・ボディパーツ）を装備していないと使用できないもの、装備しているだけで効果を発揮するものも存在する。
WPを消費するプログラムを6つ以上装備している場合、技の達人となり消費WPが1減少する（プログラム以外でも同様に減少する）。

#### 装備固有能力
特定の装備品に備え付けられた攻撃手段。WP・JP・弾数のどれを消費かはさまざま。使用することでその装備品が壊れてしまうもの・壊れはしないが一時的に使用できなくなるものも存在する。
修得にあたって特別な準備をする必要はない。ただし、装備品を用意するのとは別途に、特定の技・術などを一緒にセットしておかないと使用できない能力も中には存在する。

#### 種族ごとの対応
パーティメンバーが種族の違いにより成長方法が異なるのと同様に、敵キャラクターもそれぞれの種族であるため、パーティメンバーおよび戦った敵キャラクターの種族の組み合わせにより、各々の攻撃手段が使えるかどうかが決まる。
| ↓パーティ \ 敵→                                        | ヒューマン   | 妖魔         | モンスター   | メカ         |
| ------------------------------------------------------ | ------------ | ------------ | ------------ | ------------ |
| ヒューマン/半妖（パラメータ）                          | 成長する     | 成長する     | 成長する     | 成長する     |
| ヒューマン/ヒーロー/半妖 （剣技・体術技・見切り）      | 閃く         | 閃く         | 閃く         | 閃く         |
| ヒューマン/半妖（銃技修得）                            | 修得できる   | 修得できる   | 修得できる   | 修得できる   |
| ヒューマン/妖魔/半妖（術修得）                         | 修得できる   | 修得できる   | 修得できる   | 修得できる   |
| 妖魔/半妖（妖魔武具憑依） （半妖は妖魔化している場合） | 憑依できない | 憑依できない | 憑依できる   | 憑依できない |
| モンスター（能力吸収）                                 | 吸収できない | 吸収できる   | 吸収できる   | 吸収できない |
| メカ（プログラム収集）                                 | 収集できない | 収集できない | 収集できない | 収集できる   |
| 装備固有能力                                           | 使用できる   | 使用できる   | 使用できる   | 使用できる   |

## 主人公
それぞれの主人公のシナリオは「（主人公名）編」と呼称される。7人（リマスター版では8人）の主人公全員になんらかの形で、他の主人公のシナリオでは利用できない技術・アイテムなどがある。メインとなるシナリオとは別に、複数の主人公が関わることができるサブシナリオも存在するが、主人公によってサブシナリオの発生可否などが異なる。特別な要素として、同一のシステムデータを使用して全主人公（リマスター版ではヒューズ以外の7人）のシナリオをクリアすると「開発2部」へ行くことができる。
ブルー
ヒューマンの青年、22歳。魔術王国マジックキングダム出身の魔術師。マジックキングダムでは特別な存在である双子として生まれたため、キングダムの掟により「より優れた魔術師となるため、実の兄弟であるルージュを殺さなければならない」という使命を与えられる。冷静沈着な性格で、術の為なら殺人も厭わない冷酷さも持つが、終盤は感情を露わにさせるようになる。
他の主人公とは異なり、彼が固有で覚えている術「ゲート」を使うためのアイテム「リージョン移動」を最初から所持しており、使用するとリージョン選択画面が表示され、過去に訪れたことのあるリージョンを直接選択してシップを使わずに移動できる。
シナリオは本作の術系統の大きな要素である、資質を獲得する事で進行していく。得た術の資質を駆使してルージュとの戦いに臨み、勝利するとルージュの会得した資質を吸収する形で相反する術の資質を同時に獲得する。彼を主人公にすると、特定のイベント終了まで心術の資質を会得できない。なお、ルージュとの戦いに敗れると、ゲームオーバーにならない代わりに主人公がルージュへと交代する。
レッドが主人公の時のみ登場するが、名前が気に入らない（レッドは英語で、ルージュはフランス語でそれぞれ「赤」という意味）という理由で仲間に入る事を拒否する。その他の主人公のシナリオではヒューズ編以外登場しない。ヒューズ編では当該ルートでは地獄突入前に、それ以外のルートではドゥヴァンの発着場で仲間に出来るが、どちらの場合でもルージュとは二者択一。
なお、ブルー編、及びヒューズ編当該ルートクリア時のブルーのステータス等はNew Game+でルージュにも引き継がれる（ルージュがベースだった場合の逆も然り）。ただし、ブルー編でのみ取得可能な術は引き継ぎ不可能。
レッド
声 - 唐沢寿明（CM）/檜山修之（LORD of VERMILION ARENA / LORD of VERMILION Re:3）
ヒューマンの青年。19歳。ほぼ全ての場面でレッドと呼ばれるが、本名は「小此木 烈人（おこのぎ れっと）」。科学者である彼の父親は、かつての友Dr.クラインと悪の組織ブラッククロスとの関係を調査しており、ついにその証拠を突きとめた。しかしそれをIRPOに突き出しに行く途中、親子共々ブラッククロスに襲撃され、父は拉致され母と妹も行方不明となる。瀕死の重傷を負ったレッドは謎のヒーロー・アルカールに救われ、変身ヒーロー・アルカイザーとなることで一命を取り留める。リージョンシップ・キグナスの機関士見習いをする傍ら、復讐のためブラッククロスを追う。幼馴染であったアセルスと再会した際、彼女が幼少期当時の若々しい少女の姿のままだという事実に困惑している。
ヒーローに変身すると通常技に加え、独自のヒーロー技を修得・使用する事ができる。更に能力値も大幅に上昇するが、ヒューマンにはある戦闘後のステータスアップが無い。なお、ヒーローへはストーリーの進行上自動的に変身する場合もあるが、戦闘中に自分で変身する事も可能。しかし、「ヒーローは他人に正体を知られてはいけない」ので、他の仲間が全員気絶もしくはある種の（暗闇等、変身過程を認識できない）ステータス異常にかかっていなければならない。但し「人ではなく、口も堅い」メカに限っては、戦闘可能でも良い。ただし周囲に一般人がいるシチュエーションでは、条件が揃っていても変身できない。
主にヒューマンとメカが仲間に加わり、レッドのみで仲間に出来るキャラクターも多い。他のキャラクターが主人公の場合、ヒューズ編以外でレッドは一切登場しない。ヒューズ編の当該ルートでは最終決戦を含む特定の戦闘のみアルカイザーとして現れてスポット参戦、それ以外のルートではマンハッタンの発着場でBJ&Kと共に仲間になる。ラストバトル直前の戦闘でのみ閃ける「真アル・フェニックス」はNew Game+で引き継ぐ事が出来ない。
エミリア
声 - 小原乃梨子（CM）
ヒューマンの女性。24歳。元トップモデルだが、警察組織・IRPOに所属する恋人レンと結婚することになり引退した。しかし、レンが何者かに殺害され、彼女はその殺人の容疑者として逮捕。レンの同僚で友人のヒューズにより、ろくな裁判もなく刑務所リージョン・ディスペアに送られてしまう。だが、刑務所所長の娯楽と、同じ囚人のアニーやライザの協力もあってディスペアを脱獄でき、彼女達が属する地下組織グラディウスの一員となって真犯人の仮面の男・ジョーカーを追う。レッド編に舞台となるリージョンや時期がニアミスしている場面があり、レッドは登場しないが謎の組織（ブラッククロス）と交戦する機会がある。
ゲーム開始時にニューゲームを選択した場合、主人公選択画面ではこのエミリアが初期カーソルとして設定されている。
主人公として選んだ場合にはシナリオ開始時に名前変更が可能。基本的に任務を順番にこなしていくシナリオで、進行に合わせて着ている服（コスチューム）が自動的に変化する（一度着た服は自由行動時に本部で選択可能になる）。コスチュームごとに修得しやすくなる技能が変化する。ヒューマン、妖魔が仲間になりやすい反面、機械は苦手なのでメカを仲間に加えることが出来ない。また、本編シナリオはグラディウスの面々が固定メンバーとなるか、単独行動の場合が多い。シナリオ上、序盤で「解放のルーン」の石を強制的に入手して印術の資質イベントが強制的に開始されるため、秘術の資質イベントは先に印術のイベントを全て終わらせないと進行できない。
シナリオの進め方によって事件の真相が異なり、エンディングが2通りに分岐する。
他の主人公のシナリオでは全て登場の機会があり、いずれもエミリアを仲間にすることができる。ヒューズ編当該ルートではシナリオ展開によって途中で仲間になるか、最終決戦のみのスポット参戦か分かれる。当該ルート以外では基本的に他の主人公同様、金のカードのイベント中で仲間になるが、エミリア編クリア済みかつヒューズ編当該ルート未クリアの場合、ヒューズを見て逃走するため仲間にできない。ヒューズ編当該ルートでも事件の真相は2種類存在し、それぞれのより詳細な真相が明かされる。
アセルス
声 - 加隈亜衣（LORD of VERMILION ARENA / LORD of VERMILION III）
半妖の少女。17歳。シュライクに住むヒューマンの少女だったが、ある日ファシナトゥールの支配者である妖魔の君オルロワージュの乗る馬車にひかれ絶命する。だが、気まぐれを起こした彼の血を受けることで、人間の赤い血と妖魔の青い血が混ざり、紫の血が流れる半人半妖の存在として生き返った。教育係となった白薔薇と共にファシナトゥールを脱走し、追手から逃れつつ自分の生きる道を模索していく。年齢が判明している主人公では最年少だがこれは半妖となった当時の年であり、開始時は不老のまま12年が経っている。髪は元々は茶髪だったが、半妖化してからは緑色になっている。人間の頃は叔母の経営する本屋でアルバイトをしており、死亡時は小此木博士に本を配達しに行く帰りだったとされる。
バトルにおいては通常はヒューマンだが、妖魔武具を使用する事で「妖魔化」し、妖魔武具の能力を上乗せして戦う事ができる。他の主人公達のシナリオに比べ妖魔が多く仲間になるが、メカは仲間に加える事が出来ない。中盤はオルロワージュの差し向ける追手から逃れるシナリオとなり、各地で突然戦闘になる。
最終的に人間、妖魔、半妖の何れとして生きていくのか決断を下し、エンディングが3通りに分かれる。分岐条件は小手以外の妖魔武具に憑依させているかどうかと、ラストシナリオでジーナを救出するか否か。裏解体新書によると没になったイベントの進め方によって分岐する予定だったが、製品版では前述のシンプルな形になったという。
レッドが主人公のときは一時的に、エミリアでは最後までアセルスを仲間にすることができる。その他の主人公のシナリオには一切登場しない。ヒューズ編の当該ルートでは最終決戦直前に白薔薇、イルドゥンと共に加入するスポット参戦。当該ルート以外ではネルソンの酒場にて白薔薇と共に仲間にできる。
リマスター版で「追加要素あり」を選択した場合はオリジナル版での没イベントが多数復活収録されているが、エンディング分岐には影響せず、分岐条件はオリジナル版のままとなっている。本編は3種類のマルチエンディングだが、ヒューズ編ではブルーやエミリアのルートと違ってアセルスのルートにおけるエンディングは1種類しか存在しない。また、妖魔武具の憑依状態がエンディングにかかわってくる関係上、アセルスのみ妖魔武具の憑依状態をNew Game+で引き継ぐ事ができない。
クーン
声 - 黒田勇樹（CM）
モンスターの子供で、初期段階の姿はラモックス。年齢は不詳で、一人称は「ボク」だが性別の区別はない。故郷である辺境の小さなリージョン・マーグメルは寿命が近く、これまでは長老が持っていた指輪に念じ続けることでこの崩壊をどうにか食い止めてきたものの、もはや限界になろうとしていた。そこで長老は、全て集めると願いが叶うと言われる、各リージョンに散らばった指輪の兄弟を集めることにした。そのための旅の役割を任されたのが、クーンだった。長老はクーンを半獣半人の姿に変え、近くのリージョン、スクラップから旅を始めさせる。同じくスクラップに立ち寄っていたT260と出会い、同時期である序盤のみ物語が交差する。
クーン編の特徴として、アクセサリ扱いの防具「指輪」が手に入ることが挙げられる。指輪はステータス補正効果が高く、モンスターでも装備できるため独自の強化ができる。また、指輪は戦闘中1回だけ使用でき、どれも強力な効果を発揮する。他の主人公とは違う方法で仲間になるキャラクターが多く、一通りの種族が物語の過程で仲間になる。ただし、印術や時術のイベント等、進行不可能なサブイベントも多く、序盤の難易度も非常に高い。
他の主人公のシナリオでは全て登場の機会があり、レッドとアセルスを除く主人公でクーンを仲間にできる。レッドとアセルスの場合は会話のみで仲間にならない。ヒューズ編当該ルートでは最終決戦のみフェイオンと共にスポット参戦。
T260G
製造年月日不詳（タイムに発掘された時点で墜落から2000-4000年が経過）、メカであるため性別は存在しないが、人格モデルは女性型（但し、作中では度々「彼」と呼ばれる）。「T260」は形式番号であり、読みは「てぃーにいろくまる」。リージョン・ボロの郊外にてコアだけの状態になっていた所を少年タイムにより掘り出され、ボロにいるメカ技術者タコおじさんの手によってボディのパーツをあり合わせの部品で組み立てられ、二足歩行型メカとして復活した。だが自身の任務を全て忘れており、それを思い出すために旅立つ。立ち寄ったスクラップでクーンと同時期である序盤のみ物語が交差する。
正体はリージョン破壊兵器「RB3」を破壊するために開発されたメカ（のコア）。かつてはシップとして戦闘していたが、大規模な戦争の末にRB3と戦い敗れた後、リージョン・ボロの郊外に墜落。長き年月を経てタイムにコアを掘り出された事で再び目覚めた。
主人公の場合はシナリオ開始時に名前変更が可能だが、7文字以下だと最後に強制的に「G」を付けられる。通常はボディタイプ1だが、主人公の時に限りある場所でボディタイプを自由に変更可能で、それぞれ特化した能力を持つ。また、主人公にしなければ見られないボディもある。仲間に出来るメカの数が多く、メカのみで5名グループを組む事も可能。妖魔は一切仲間に出来ない。シナリオ中一度だけINTを上げるイベントが存在する（New Game+での引き継ぎ無し）。
メカの固有能力である「プログラム」の中の「ウイルス」はこのシナリオでしか入手できない。
他の主人公のシナリオでは「G」が付かない「T260」の名で登場し、レッド、アセルス、エミリア以外の主人公ではT260を仲間にすることができる。レッドとアセルスは会話のみ。エミリアは機械が苦手という理由で話し掛けもしない。ヒューズ編当該ルートでは最終決戦のみゲン、レオナルドと共にスポット参戦。
リュート
声 - 吹越満（CM）
リージョン・ヨークランド出身のヒューマンの若者。25歳。親のすねかじりを卒業するべく一念発起し村を後にする。ヨークランドを発つ時に偶然にも世界政府トリニティの執政官と出会うが、それがきっかけで彼の運命を大きく動かしてゆくことになる。主人公として選んだ場合にはシナリオ開始時に名前変更が可能である。リュート自身のメインシナリオは短く、極端な場合はシナリオ開始直後から1回も戦闘をせずにラストボスに挑める。その分、序盤から多くのサブイベントを行うことができ、自由度が高い。また、他のシナリオでは主人公は第1グループにしか所属できないが、リュートの場合は一般の仲間のように第2・第3グループへも移動させることができ、主人公でありながらボス敵と戦う際に控えに回る事もできる。クーン編とT260G編ではカバレロのイベントに関わってくる。リュート編でもカバレロについての言及はあるが、実際にはイベントは行えない。
他の主人公のシナリオでは全て登場の機会があり、いずれもリュートを仲間にすることができる。ヒューズ編当該ルートではゲンと共に序盤で必ず仲間になる。

### リマスター版追加主人公
ヒューズ
声 - 諏訪部順一（リマスター版PV）
IRPOの男性隊員。27歳。本名はロスター。キレると手がつけられないことからクレイジーヒューズと呼ばれている。エミリア編では同僚レンの殺人事件に際し、エミリアを冤罪でディスペアに放り込んだ。レッド編ではキャンベルの武器密輸を調査しており、キグナス襲撃事件の際に一時的に仲間になり、後にマンハッタンで合流すれば正式に加入する。他の主人公では盾のカードと引き換えに「ムスペルニブルへ花を取りに行く」という仕事を主人公に依頼する（レッド編でも合流しなければ同様）。尚、花を取りに行くのはIRPOの受付嬢への誕生日プレゼントにする為というヒューズ編のイベントの名残であり、リマスター版ヒューズ編ではそれが描かれている。リュート編では序盤に会話があるが、以降の扱いは他のシナリオと同じ。また、彼がIRPO隊員を志した理由はシュライクの少女（アセルス）行方不明事件が迷宮入りしたことをニュースで見たのがきっかけとアセルスルートで明かされた。
オリジナル版でも開発段階では主人公の1人であったが製品版では没になり、裏解体新書では彼を主人公とした小説「ヒューズのクレイジー捜査日誌」が収録された。リマスター版では新たな主人公として彼のメインシナリオが追加された。ただし彼のシナリオは最初からは選べず、他の7人の主人公のうち、誰か1人のシナリオをクリアする必要がある。シナリオの詳細については「ヒューズ編」の節を参照。

## 主人公以外の登場人物
（＊）印のキャラクターは条件次第で仲間にする事が可能。途中で離脱するキャラクターも存在する。

### トリニティ関係者
レオナルド（＊）
トリニティに属するロボット工学者。フルネームはレオナルド・バナロッティ・エデューソン。28歳、男性。天才的な頭脳を持つ。T260G編ではシナリオ中に爆破事故で死亡し、彼の記憶や人格などをそのまま移したメカが仲間になる。特殊工作車と同じくタイプは6だが、機関砲ではなくビームソードを搭載しているなど、差異がある。リュート編では序盤に知り合うが、それ以上の展開は無く仲間にはならない。ヒューズ編T260GルートとリュートルートではT260G編と同様に爆破事故で死亡し、メカの姿で登場して仲間になるが、前者では最終決戦のみのスポット参戦。
爆破事故の真相は最後まで語られないが、当初はレオナルドもリュート編に絡む予定であり、モンドの仕業だったという設定が作られていた。但し、レオナルドを狙っていた訳ではなく、仮にリュート編にレオナルドが登場しても事件の真相は明かさないつもりだったと河津は語っている。ヒューズ編のリュートルートでは事件の真相が語られている。
ヤルート
トリニティの第三執政官（後に失脚）。基地内にハーレムを作るほどの女好き。
モンド
トリニティ第七執政官に就任した人物。52歳、男性。かつては反トリニティを掲げる革命家であり、リュートの父イアンとウェントという人物と同志であった。イアンの死後、反トリニティ活動に限界を感じた事で内部から崩壊させるべくトリニティへと身を投じたが、出世を重ねていくうちに別の野心を抱くようになり、ブラッククロスへの武器の横流しや自らの秘密基地の建造の為にワカツを滅ぼすなど非道の限りを尽くすようになってしまった。エミリア編ではエミリアにジョーカーやキューブについての情報を渡したり、リュート編ではヨークランドから旅立つ事も出来ず難儀しているリュートをシップに特別に載せたりと、温情的な一面も持つ。しかしリュート編終盤で本性を現し、立ちはだかる。ヒューズ編では、トリニティを内部から潰すのは元々はイアンの発案であった事と、トリニティを倒した後に力で全リージョンを統一するという自身の野望を明らかにする。
リュート編のエンディングでは死亡し、彼の暗躍が露呈したことでトリニティの体制が見直されることになる。一方でヒューズ編リュートルートでは生存する結末となり、こちらも同様にトリニティの体制が切り崩されると共に、モンド自身はトリニティの手から保護するという名目でディスペアに収容されることになる。
グレートモンド
リュート編のラストボス。モンドが搭乗する超大型機動兵器。当初は分厚い装甲に固められた無骨なロボットだが、損傷を受ける度にパーツを切り離して軽量化し、「驚天」「動地」「威力」「超神」「魂」の順でより戦闘に特化した形態へと変形する。「超神」はバスターランチャーを装備する。最終形態の「魂」は最早、最低限のパーツだけで何とか動いている状態だが、バスターランチャーは健在。巨大エレベーターの上での戦闘となり、敵の援護射撃や鉄柱攻撃も受けながら戦う羽目になる。また、全ラストボスで唯一、戦闘回数によるHPの変化が無い。

### IRPO
レン（＊※リマスター版のみ）
IRPOの男性隊員でエミリアの婚約者。25歳。金髪の美男子。隊員としての腕は一流で、ヒューズとは10年来の付き合いがある。エミリア編の重要人物。彼女の物語はレンが謎の仮面の男、ジョーカーに殺されてしまったというところから始まる。なおレッド編のキグナス艦内で、エミリアと共に乗っている姿が確認できる。オリジナル版では仲間にならないが、リマスター版のヒューズ編ではパーティー加入が可能となり、ブルールートでは必ず、それ以外は任意でIRPOにて捜査に誘うと仲間にできる。ただし、当人が深くストーリーに関わるエミリアルートでは仲間にならない。
サイレンス（＊）
IRPOの妖魔隊員。本名不詳。あまりにも無口なため、そのまま"Silence"（無言）がコードネームにされた。闇のリージョン、オーンブルで潜入捜査をしており、ルミナスにあるオーンブルへの入り口に無言で佇んでいる。オーンブルに送り込んだ自身の影は他のキャラクター同様に喋り、そこで協力を頼めばオーンブル脱出後に仲間にできる。妖魔でありながらIRPOに所属しているのはヒューズが関係している。ヒューズ編ではオーンブルを経由せず話しかけるだけで仲間になるが、アセルスルートでは針の城出身の妖魔だったことが明かされ、スパイとして侵入するため終盤のみのスポット参戦。また、リマスター版「追加要素あり」では基本的に陰術の資質を自動取得しているが、ヒューズ編アセルスルートに限り陰術の資質を持っていない。
ドール（＊）
IRPOの女性隊員。25歳。冷めた性格からアイシィドール、略してドールと呼ばれる。本名はタリス。レッド編にて初対面時はシンロウ遺跡の調査に行った弟を探しているように装うが、実際は遺跡の中にあるベルヴァの基地の捜査をしている。発着場で仲間にせずに遺跡でベルヴァに敗れた場合、他の仲間と共にシンロウ王宮の地下に囚われている。物理攻撃より術に長けている。ヒューズ編ではレッドルートではシナリオ途中で必ず、それ以外ではシンロウの発着場で捜査に誘うと仲間にできる。
ラビット（＊）
IRPOのメカ隊員。形式番号はRA5C。索敵や通信の機能が充実している。京にあるメタルブラックの秘密基地の隠し場所を捜査しており、レッド編にて話し掛けるだけで仲間にできる。人工衛星とリンクするプログラムを装備させる事で強力な攻撃が可能。ヒューズ編ではレッドルート・リュートルート・T260Gルートではシナリオ途中で必ず、それ以外では京の庭園で捜査に誘うと仲間にできる。
コットン（＊）
IRPOのモンスター隊員。人語を話せず鳴き声を発するのみだが、隊員同士では会話は通じる模様。生命科学研究所にて実験体にされており、全ての主人公で登場し、救出すれば仲間になる。ヒューズとドールのパーティー加入状況でイベントが変化する。実際はノーマッドを追っている最中に生命科学研究所に迷い込んだ挙句に捕獲されたのだが、本人はおとり捜査と主張している。ヒューズ編ではレッドルートのみシナリオ途中で必ず加入する。
受付の女性
IRPOの受付を担当しており、来客を応対する。ヒューズ編ではイベント発生時に彼女に度々話しかけることになる他、特にイベントがない時はヒューズがデートに誘うが返答はない。秘術の資質イベントで盾のカードと引き換えに取りに行った花は彼女への誕生日プレゼントであり、ヒューズ編の当該イベントの際には隊員総出で彼女の誕生日を祝うことになる。尚、オリジナル版でヒューズ編に実装予定だったイベントでは、花を贈る役はヒューズの上司だった。

### グラディウス
秘密裏に活動する地下組織。クーロン支部の表向きの顔はイタメシ屋。
ルーファス（＊）
秘密組織グラディウスのクーロン地区のリーダー。40歳、男性。射撃の名手。ライザとは昔、恋仲だった。また、IRPO隊員のヒューズとは共に心術を学んだ仲で、ある時は味方、ある時は敵という関係。ディスペアからの脱獄に成功した人物とは彼の事であり、エミリア達が手際良く脱獄できたのはその情報があったからである。エミリア編ではグラディウスの一員となった彼女に様々なミッションを課す。レッド編のキグナス奪回作戦では偶然乗り合わせており、場合によっては一時的に仲間となって共闘する事もある。また、「勝利、それは男の勲章」という信条を持っており、勝利のルーンを探す男性主人公（ブルー・レッド・リュート）及びエミリアが主人公の場合、武王の古墳で仲間に加わってくれる。ヒューズ編でも場合によってはシナリオの途中で仲間になる他、クーロンのイタメシ屋でライザ共々仲間にできる。
アニー（＊）
グラディウスに所属し、お金を稼いで弟を養おうと頑張る強い女性。23歳。剣の扱いに長けている。情報通で、ブラッククロスや指輪に関連する情報も持っている。監獄リージョンであるディスペアの内部にも詳しく、潜入する際には案内役を買って出る。妹はヨークランドの富豪の養子になったが、病魔に冒されている他、オリジナル版では未登場だが弟はブラッククロスの手先になっているとされている。エミリア編ではストーリー中に一時加入する他、自由行動時に誘う事で正式に仲間に加えられる。レッド編ではシュウザー基地潜入の際に当初はビジネスとして案内役を買って出るが、彼の境遇に共感して以降も仲間に加わる（ディスペアには条件を満たせば後から連れて行ってくれる）。しかし最初の情報料を払う約束を反故にすると仲間に出来ない上にディスペアにも連れて行ってくれない。クーン編では刑期百万年の囚人の元への案内を務める。それ以外の主人公だと、ルーンの石を三つ集めるとディスペアに連れて行ってくれるが先にルーファスを加入させていると一つも集めていなくても連れて行ってくれるようになる。
ライザ（＊）
グラディウスに所属する、通称"鉄の女"。27歳。冷静沈着な合気道の達人。ルーファスとはかつて恋仲だったが、後に別れた。エミリア編での扱いはアニーと同様。ブルー編では「保護のルーン」に詳しい女として仲間に加わる。レッド編ではシュウザー基地に乗り込む際にルーファスとの選択で仲間に加えられる（ルーファスは後に武王の古墳でも仲間に出来るが、ライザはここでしか仲間に出来ない）。クーン編でも通りすがりに情報を提供する謎の女として登場するが、仲間にはならない。ヒューズ編では場合によってはシナリオの途中で仲間になる他、イタメシ屋でルーファスと共に仲間にできる。
クーロン支部の女性メンバー
エミリア編のみ登場。作戦本部で待機しており、話しかけるとエミリアを回復してくれる。かつてクーロンの裏通りで襲われたところをルーファスに救われたことで、自分の身は自分で護るしかないと決意してグラディウスに加入した。
クーロン支部の男性メンバー
エミリア編のみ登場。作戦本部で待機しており、話しかけるとエミリアの衣装を変更してくれる。

### ブラッククロス
様々な種族を強化改造した軍団を率い、全リージョン征服を狙う悪の秘密結社。レッドの宿敵。一部の敵との戦いでは、怪人の能力を3倍に引き上げる不思議空間「トワイライトゾーン」が展開される。
シュウザー
ブラッククロス四天王の一角である改造人間。男性。改造によりメカを組み込まれたサイボーグとなり、パワー、スピード、耐久力が通常のヒューマンよりも強化されている。小此木博士の邸宅を襲撃したレッドの仇敵。クーロンにあるブラッククロスの拠点シュウザー基地を管理・支配している。レッドの父・小此木博士の脳を自分の体に埋め込み、その嘆きを聞いて喜ぶというサディスティックな男。なお、ゲームシステム上の種族は妖魔として扱われており、サイレンスや時の君などの上級妖魔の味方が攻撃を軽減できる。
ベルヴァ
ブラッククロス四天王の一角である改造モンスター。シンロウ遺跡へ見学に来た人間を捕獲、戦闘員や改造モンスターへと改造している。
遺跡奥での戦闘では勝敗によってその後の展開が変化する。勝利していた場合はアルカイザーに変身せずに決戦に挑む事も可能。
モンスターでありながら改造によってヒューマンのように技を閃く能力を移植されているほか、見切りも可能であり、それを活かしてシンロウの王宮で開催される仮面武闘会では自ら仮面の巨人として参戦、アルカイザーの技を見切ろうと試みる。そのため、多くの技が「スウェイバック」で避けられたり、「ベルヴァカウンター」で反撃を受ける。
メタルブラック
声 - 速水奨（LORD of VERMILION ARENA / LORD of VERMILION Re:3）
ブラッククロス四天王の一角である改造メカ。機械でありながら「武士（もののふ）」の心を理解する。京の麻薬生産工場基地を統括しているが、最初に書院を訪れたレッドに（その時点で何も知らないレッドを対等な立場に立たせる為に）四天王の情報を与えた。京で敗れた後はメタルブラック・改として復活。再び敗れるが、最終的にはアルカイザーの能力をコピーしたDr.クラインの最高傑作メタルアルカイザーとして立ちふさがる。それでも非情には徹しきれず、戦いの前には相手を回復させるなど武士としての心は健在であった。
シンディ・キャンベル
表向きはマンハッタンに本社を置くキャンベル貿易の女社長。正体はブラッククロス四天王の紅一点、改造妖魔アラクーネ。本来妖魔はメカに疎いが、改造によって欠点を克服した。己の会社を使い、武器の密輸を行っている。裏解体真書における原案ではスパッツと一体になってフィットしたインナーの戦闘服を着ている。
ブラッククロス
組織を統括する首領。しかしその実態はDr.クラインに改造手術を施され、形だけのトップとして利用されていた。改造手術を受けたのはつい最近であり、それまでは実際に組織のトップであったことがDr.クラインから語られている。
Dr.クライン
小此木博士の旧友でIQ1300を持つ天才科学者。45歳、男性。究極の改造を目指してブラッククロスに加担する。自身こそが首領を操り、組織を操っていた黒幕だと自負するが…。
ヒューズ編レッドルートではブラッククロス壊滅後、ディスペアに収監されたものの、小此木博士の妻と娘を助命していたことから酌量され、ディスペア内での研究を認められている。
真の首領
レッド編ラストボス。ブラッククロスを操っていたメカにして真の支配者。本拠地の最奥部にてオブジェのように佇んでいたが、ブラッククロスやDr.クラインを全て退けられると正体を現し、自身が全ての支配者である事を英語で宣言しつつアルカイザーに襲い掛かってくる。戦闘時には特殊なトワインライトゾーンを展開する。HPの減少に比例して前進し、それに応じてより厄介な攻撃を仕掛けて来る。眼球が赤くなると次のターンで全体攻撃「ジャッジメントX」を放つ。

### その他
巨大組織などに所属していない者達。

#### ヒューマン
ルージュ（＊）
マジックキングダム出身の魔術師。22歳、男性。ブルーとは双子の間柄であり、ブルー同様双子の片割れを殺すことを宿命付けられ、術の資質を得るべく修行に出た。ブルー編の終盤で対峙し、壮絶な戦いを繰り広げる。ブルーと同じく魔術の資質を持つ。表面的な物腰はブルー同様温厚であるが、内面もブルーよりは温厚だとうかがわせる場面がある。ブルー編では彼に負けると主人公が彼に替わる。他の主人公ではルミナスの発着場に居る。クーンとT260G以外で術の資質を集めていると答えると仲間になるが、マジックキングダムに向かうと離脱してしまう（再加入は可能）。ヒューズ編ではブルーと二者択一で仲間になる他、ブルールートでは選択によってブルーの代わりに彼がメインとなる。
ゲン（＊）
35歳、男性。いつも酒瓶を抱えた酔っ払いだが、実はトリニティに滅ぼされた亡国ワカツの生き残りの剣士。鉄パイプを刀のように扱いロープを切断する等、相当の腕前の剣豪である。外見は一見剣豪らしからず、頭に鉢巻き、服は白シャツ1枚に素足の下駄履き。意外に面倒見が良く、T260Gの記憶の取り戻しやクーンの指輪集めに協力し、特にT260G編では最後までストーリー上の相棒として活躍する。他の主人公では剣のカードのイベントにてワカツの案内役として仲間になる。リュート編では任意加入だが、モンド基地攻撃の際にモンドへの怒りを滾らせるシーンがあり、ヒューズ編のリュートルートではリュートと共に必ず加入してキーパーソンとなる。ヒューズ編のT260Gルートでは最終決戦のみのスポット参戦。名前の元ネタは真田源二郎信繁。
メイレン（＊）
指輪に関する情報を探し回っているチャイナドレスの女性。28歳。クーン編では指輪を探しているという事で共に指輪を探すためにクーンの協力者となり、以降はパートナーとして行動を共にするが、最終決戦時には必ず離脱してしまう。他のシナリオでも話しかけるだけで仲間にできるが、レッドとアセルスの場合は会話のみで仲間にならない。ヒューズ編ではクーンルートのみラスト直前のIRPO応接室のみのスポット参戦。
マスターリング
クーン編のラストボス。9個の指輪を統べる10個目の「黒の指輪」に取り込まれたメイレンが、具現化した指輪の力によって異形と化した姿。各指輪に刻まれた9体のモンスターを従える。おとものモンスターが倒される度にそのモンスターの攻撃を使用するようになり、行動回数も増加する。おともが全滅すると9体の指輪モンスターの力を放出する「レボリューション9」を放つようになる。ヒューズ編のクーンルートではメイレンが直前に気絶させられたため、彼女を依り代とすること無く、黒の指輪に集まった力そのものがマスターリングの形を取る。
フェイオン（＊）
メイレンの恋人だが、京に修行に出たきり行方が分からないままの拳法家。29歳。実はタンザーに飲み込まれていた。修行のために弁髪にしており、ゲーム内の各所でその髪型に対する反応がある。クーン編ではタンザーのシナリオで必ず仲間になる。他の主人公ではタンザー内にて彼への協力を承諾すると仲間になり、拒否してもルーンの元への案内はしてくれる。但し、ブルーは必ず協力を拒み、レッド・リュート・ヒューズは必ず了承する。ヒューズ編ではクーンルートのみ最終決戦のみのスポット参戦。タンザーに入る条件の都合上、印術の資質を得ることが出来ない。
艦長（＊）
トリニティに対抗するネルソンの戦艦ビクトリア号の女性艦長。48歳。本名はハミルトンだが、解体真書などの外部媒体に記載されたのみでゲーム中では明かされなかった。リマスター版では追加されたアイキャッチにて明かされている。オウミのレストランの料理が好き。全主人公で出会うことはできるが、リュートの父親の過去を知る人物であり、シナリオに深く関わるリュート編とヒューズ編リュートルートでのみ仲間になる。ただし、後者は最終決戦のみのスポット参戦。
ジョーカー
「キューブ」という謎の古代遺産を狙っている仮面を被った怪人。トランプのジョーカーに似た仮面を着けている為、この名で呼ばれる。レンの殺害現場でエミリアが目撃した人物であり、キューブを巡ってグラディウスと敵対する。その正体はエミリア編およびヒューズ編エミリアルートのエンディングで明らかになるが、いずれも展開によって正体と真相が変化する。
ローズマリー & タイム
辺境リージョン、ボロで健気に生活する姉弟。姉のローズマリーはしっかり者の14歳で、愛称は「ローズ」。弟のタイムはやんちゃな11歳。ゲンとは知り合い。T260Gを発掘したのはタイムで、T260Gを加えた「タイム探検隊」を名乗った事からT260Gには「タイム隊長」と呼ばれる。T260Gの認識ではローズがタイムの上官という事になっている。
小此木博士
レッドの父。バイオメカニクスの権威として知られている。Dr.クラインの旧友だったが、クラインが研究のために手段を選ばなくなり、やがて学会から疎外されていく様を見ながら救えなかったことを悔やんでおり、彼の悪事を止めようとしていた。だが、メタルブラックの襲撃により連れ去られ、殺害された後は脳がシュウザーの身体に埋め込まれる。
小此木藍子
レッドの妹。シュライクの自宅がブラッククロスに襲撃されて母と共に連れ去られ、死亡したものと思われていた。
ホーク
リージョンシップ・キグナスの機関長。49歳、男性。レッドの上司でもある。
ユリア
リージョンシップ・キグナスのウェイトレス。レッドの同僚でガールフレンド的存在。給料はレッドよりも高い。実はレッドへの好意度が密かに設定されており、レッドの行動によって変化し、エンディングに影響する予定だったが、製品版ではお蔵入りになっている。
ジーナ
ファシナトゥールの町のお針子の少女。アセルス編の語り部であり、アセルスと運命的な出会いを果たす。アセルス編終盤ではエンディング分岐に関係する。
中島正太郎
シュライクにある町工場「中島製作所」の社長。男性。スクラップの酒場でも会う。T260Gに助けられたお礼に、ボディを変更してくれる。搭乗型変形メカの開発を行っていたがトリニティの取り締まりを受けて中止し、その技術はナカジマ零式に転用している。尚、トリニティが搭乗型メカを禁止した理由は、モンドが秘密裏に開発していたグレートモンドのノウハウが外部に漏れる事を防ぐ為。
ノーマッド
リージョン間強盗団の団長。女性。レッド編でキグナスを襲撃し、その後タンザーに飲み込まれ、フェイオンと対立している。なお、レッド編で再会した場合も彼の事は覚えておらず、初対面のように振る舞う。クーン編ではノーマッドがタンザー本体に襲われ、クーン達が彼女を救出するため戦う。なお、戦闘にターン数を掛けすぎると彼女が完全に呑み込まれてしまうが、その場合でもエンディングでは復活して登場する。これは彼女が食べられたパターンを意識せずエンディングを作った為で、特別な理由は無く、どうにかして脱出したのではないかと語られている。
カバレロ
リージョン「スクラップ」の工場「カバレロファクトリー」を支配する悪徳商人。男性。辺境リージョン「ボロ」の利益を独占しようと企む。自分の工場の一室にベッドを用意してメイレンに迫っていたりと好色家でもある。
ディスペアの所長
男性。監獄リージョン「ディスペア」の所長であり、同時に刑期百万年の囚人。そしてリージョン「ディスペア」は彼のために作られたという謎多き男。実現不可能とされる脱走ゲームをたびたび開催して見物するのを道楽とする。
ナシーラ
女性。シュライクにある「生命科学研究所」の所長。所属の研究員すら人体実験の対象にし、モンスターに改造してしまう程のマッドサイエンティスト。研究所に侵入した主人公らをも狙う。ゲーム中は研究所の最奥部で地竜を呼び出すだけの役割だが、開発当初はアセルス編に彼女関連のイベントが入る予定であり、リマスター版ではオリジナルで未実装だったイベントが追加されている。ヒューズ編アセルスルートにも登場し、どちらの場合でも最後は「とっておき」として地竜を嗾けてくる。

富豪の娘
ヨークランドの富豪にもらわれていった養女。病魔モールに取り憑かれており、クーン編とヒューズ編クーンルートでは彼女を救うことになる。実はアニーの妹でもある。
リュートの母
ヨークランドに住むリュートの母で、モンドの親友であったイアン（故人）の妻。女手ひとつでリュートを育てた逞しい女性。かつてイアン、モンド、ウェントの仲良し三人組の憧れのマドンナであり、モンドは彼女に天使のブローチを渡そうとしていたが、彼女がイアンと結婚したため渡せず仕舞いとなっていた。
パープルシャドウ
忍者のような姿をしたヒューマン系の敵キャラクター。通常は雑魚モンスターだが、リマスター版開発室では最強状態のラストボスを倒した場合のみ挑戦できる特殊なパープルシャドウが存在し、その強さは最強状態のラストボスすらをも凌ぐ。

#### 妖魔
仲間になる妖魔はヌサカーンとメサルティムを除き、固有装備として「妖魔の鎧」を装備している。このため、ステータス耐性に優れるものの装備の自由度が低い。
オルロワージュ
上級妖魔にして妖魔のリージョン、ファシナトゥールの針の城の主。男性。「魅惑の君」と呼ばれ、あらゆる者を魅了する力を有する。99人の寵姫（チョウキ）が城に眠っている。
自分の乗っていた馬車がアセルスを轢き殺してしまった際、偶然アセルスに自らの血を与えて蘇生させ、戯れで城に連れ帰った。このためアセルスとは親子に近い関係と感情を持っている。これは妖魔としてはかなり珍しいケースである。アセルス編終盤はエンディング毎に異なる理由で彼の元へ向かう事になるが、いずれにせよ戦いは避けられずラストボスとなる。戦闘時は自身は基本的に何もせず、大半は「野生」「知恵」「疾風」の三体の幻影を召喚したり周囲の肖像画を利用して攻撃する。HPが少なくなると幻影を全て召喚し、自身も「三人の寵姫」と言った強力な攻撃を放つ。
ゾズマ（＊）
オルロワージュの元側近で、彼に次ぐ力を持つ。男性。下級妖魔にも理解を示すという上級妖魔としては珍しい性格を持ち、世界を放浪している。仲間キャラクターの中では唯一、邪術を使用できる。アセルス編終盤に仲間になる。エミリア編ではトリニティ・ラムダ基地に潜入しており、アセルスが仲間にいると仲間に加わってくれる。ヒューズ編アセルスルートでも必ず仲間になる。
イルドゥン（＊）
黒き翼、宵闇の覇者の異名を持つオルロワージュの側近の上級妖魔。男性。目覚めたばかりのアセルスの教育係となり、彼女には厳しい態度を採るが、基本的には味方である。アセルス編中盤、ラスタバンの頼みを受けてアセルスと合流する。ヒューズ編アセルスルートでも仲間になるが、最終決戦のみのスポット参戦。
イルドゥン、セアト、ラスタバンの3人は他のキャラのような小林智美によるゲーム用の個別イラストが無く、アイキャッチも存在しない。リマスター版にも収録されていない。小林が描いた彼らは裏解体真書の巻頭に掲載されているが、原画が紛失した為に新たに描き下ろした絵が小林の個人サイトで公開されている。
セアト
オルロワージュの側近にして、針の城を警護する騎士団「黒騎士」の頭領を務める上級妖魔。男性。イルドゥンを敵視している。オルロワージュの命を受け、城から逃げ出したアセルスへ部下の従騎士達を刺客として差し向ける。その後ラスタバンの力を吸収し、自らアセルスへの刺客猟騎士となるも敗北、その怨念を残しおぼろげな姿の影騎士となり再度襲いかかってくるが敗北して消滅する。
ラスタバン
オルロワージュの側近の上級妖魔。男性。イルドゥンとは深い友情を持つ。針の城の中では穏やかな性格で、アセルスにも優しく接するが、内心に野心を秘める。展開によっては彼の企みが露呈し、黒騎士としてアセルスと対峙する場合もある。
零（＊）
古式懐しい装いで、淑やかに振る舞う瑞々しい乙女。外見年齢は10～12歳。ドゥヴァンの神社にいる。その正体はオルロワージュの最初の寵姫。一度死んで転生する事で彼の束縛を絶った唯一の寵姫である。現在は針の城を離れ行方知れずとされている。長い時を生きて来たため術や妖魔のことに詳しく、失われた系統である幻術の資質を持つ数少ない人物で、空術を操る麒麟とも親しい。アセルス編で条件を満たした場合のみ仲間になる。ヒューズ編アセルスルートでは必ず仲間になる。
金獅子
オルロワージュ44番目の寵姫で、女性でありながら勇猛な戦士である。元人間で、その頃から優れた剣士だったという。白薔薇同様に、獅子→シシ→44から44番目と設定された。金獅子姫の剣は、剣の内で最高級の攻撃力を有する。
白薔薇（＊）
オルロワージュ46番目（白→シロ→46）の寵姫で、その中で第一の優しさを持つ。元は人間。人間で言うと25歳ぐらい。アセルスの教育係に任命され、不安定な彼女の心の支えとなる。アセルス編では序盤から常に行動を共にするが、物語後半でアセルスを救うべく一人闇の迷宮に残ることになり、永久離脱する。エミリア編ではアセルス共々トリニティ・ラムダ基地に捕われており、仲間にできる。レッド編ではキグナス襲撃時に乗客として登場し、アセルスと共に一時的に仲間になる。ヒューズ編ではネルソンの酒場でアセルスと共に仲間にできる他、アセルスルートでは最終決戦のみのスポット参戦。
紅
オルロワージュの寵姫の一人で、ファシナトゥールの焼却炉の炎を預かる炎妖。アセルス編で焼却炉を訪れた際に炎の中から名乗られるが、姿は見せない。オリジナル版ではそれ以上詳しいことが語られないが、これはファシナトゥールを脱出するもう一方のルートとして作られていたイベントに関わる予定だったが、当該イベントがオリジナルの製品版では没になった為。リマスター版ではイベントが復活収録されている。初期案では「オルロワージュの8番目の寵姫であり、彼ばかりでなく周囲からも忘れられた存在」であるとされていたが、作中では白薔薇を「白薔薇姉様」と呼び、彼女には「紅姫」と呼ばれている。
ヴァジュイール
上級妖魔にしてムスペルニブルの主。男性。「指輪の君」と呼ばれ、指輪を求めるものに試練を課す。美しい連携を見せる事でのみ評価点を貰え、その際には花火を上げて称えてくれる。振る舞いは気さくだが、無礼な態度を取る者には容赦しない。ファシナトゥール・時間妖魔のリージョンなど通常の手段では行く事が困難な場所に案内することもある。
ヌサカーン（＊）
上級妖魔。クーロンの裏通りで身分を隠しながら医者をしている。男性。病院を訪ねた者の恐怖感を煽り、症状も聞かずに患者を診るが、腕は確かで、普通の医者の手に負えない病気にも詳しい。ブルー編では「保護のルーン」周りの地脈の異常を確かめるため、クーン編ではヨークランドの富豪の娘の病を治療するため、それぞれ任意で仲間になる。医者を開業している理由は善意などではなく、上級妖魔らしく「いろいろな病気に会いたいから」という欲求のため。発売前の情報では「アセルスの理解者」とされていたが、これは元々はアセルス編にも登場予定だったのが関連イベントが没となったため、オリジナルの製品版では2人の関係は語られず終いとなった。リマスター版ではアセルス編のイベントが収録され、前述の欲求がゲーム内で明かされて仲間に加えることが可能になった他、ヒューズ編では本編同様にブルールート、アセルスルート、クーンルートで仲間になる。
仲間になる他の妖魔たちと違い、固有装備が妖魔の鎧ではなく、服扱いの妖魔の白衣になっている。このため装備の自由度が高く、白衣の固有能力として回復が使える上に、上級妖魔としての耐性能力も併せ持つ。
時の君（＊）
時術の資質を持つ時術を操る妖魔。男性。時術を乱用されることを虞れ、自ら作り出したリージョンで自身と共に封印している。位の高い上級妖魔の持つ「君」の呼称が付いている。開発者には「ゲーム的には上級妖魔だが、自分の中では上級妖魔に匹敵する能力を持った特別な下級妖魔」とコメントされている。ゲーム上では上級妖魔と同等の能力を持つ。ブルー編では資質を狙うブルーかルージュに倒される。他の主人公では彼の元に辿り着くと仲間にするか時術を教わるか選べる。但し、T260G編では必要なアイテムを作れるゴサルスが取り合わない為に時の君の元まで辿り着けず、クーン編ではシナリオの都合で彼のリージョンに行くことができない。ヒューズ編ブルールートでは殺害される前に保護する形で必ず仲間になる。本名は設定されていないが、デザイン段階では「フィオロ」という仮称が付けられていた。
オウミの領主の偽者
誰もいなくなった館に領主の名を騙って住んでいる下級妖魔。姿と肩書を偽って策士の指輪を購入しており、クーンたちが持っている他の指輪をも狙っている。
病魔モール
下級妖魔。取り付かれると重い病気に冒されてしまう。性格は陰湿で、取り付いた相手を殺すまで決して諦めない。ヨークランドの富豪の娘（アニーの妹）に取り付いている。宿主に憑依する前に一定ダメージを与えると逃げ出してしまうため、完全に倒すためには宿主の命を危険に晒してでも敢えて憑依させなければならない。クーン編ではこれを倒すためにヌサカーンに協力を求めるが、その前に倒してしまう事も可能。
フルド
下級妖魔。マジックキングダムに巨大な工房を構え、石化能力で石像の製作をしている。工房に立ち寄った主人公らに対して戦いを挑んでくる。オリジナル版ではアセルス編に関わるキャラクターの一人となる予定だったが没となっていた。リマスター版では関連イベントが収録されており、上級妖魔に打ち勝つ方法を見つけた下級妖魔とされている。
ゴサルス
下級妖魔。ファシナトゥールの工房で高い才能と技術を活かしたアイテムを製作している。妖魔の価値観にそぐわない努力家であることが災いし、オルロワージュには認められていない。非常に強力な性能を持つアイテムを販売してくれるが、その代償として主人公の最大LPを減少させられる。機械を嫌うため、T260Gではまともに取り合わない。
メサルティム（＊）
下級妖魔、水妖。女性。オウミの領主に助けられ、恩を感じつつも人間とは相容れないと思っている。アセルスを尊敬している他、高貴な妖魔（ヌサカーン・時の君・ゾズマ）が仲間にいると友好的に振る舞う。ただし、パーティにアセルスが不在かつサイレンスがいる場合、サイレンスの無口さを怒っていると思い違いをして恐れをなして逃げ去ってしまい、仲間に加わらない。
仲間になる他の上級妖魔たちと違い、固有装備がメロウリングであることから、耐性能力は低いものの装備の自由度が高い。また、妖魔共通の妖術の資質だけでなく、印術の資質も最初から所持している。
『裏解体真書』の巻末のイラストレーションの小林智美のコメントによると、当初は男の水妖として描いていたイラストが後にメサルティムのイメージイラストとして使用されることになったとのこと。
ダエモン先生
下級妖魔でありカバレロ一味に所属。ボロにてタイムを誘拐し、クレーターの地下にある採掘坑に立てこもった。
ゴブリン
下級妖魔。ブラッククロスやジョーカーに雇われており、シンロウの仮面武闘会の裏を知った主人公たちを抹殺するために立ち塞がる。
ディーヴァ
仏像のような姿をした下級妖魔で、ジョーカーの手下。エミリア編のラストボス。ジョーカーと決着をつけるべく向かった聖堂にてエミリア達に襲い掛かる。全体攻撃の「天罰」などを放つ間接攻撃形態と、強力な単体攻撃「魔神三段」を持つ直接攻撃形態を切り替えつつ戦う。下級妖魔である関係上、上級妖魔がいるか否かで難易度が大きく変わる。当初はジョーカー本人がラストボスになる予定だったが、サイズの問題があった為に代わりにディーヴァが登場した。

#### モンスター
済王（＊）
5世紀後半に絶頂を迎えた古代シュライク王朝の王。男性。本名は「アメノシタシラスミコト」。指輪を求めて近隣リージョンにも遠征したらしい。逝去後は済王の古墳に指輪と共に埋葬されており、肉体はロードスケルトンとなっている。そのため、基本的には無性であるはずのモンスターにもかかわらず例外的に性別の設定を持っている。宝探しに訪れた主人公たち「墓荒らし」に裁きを下す。これを撃退すると仲間にするか草薙の剣を貰うか選べる。クーン編では指輪がクーンのものと共鳴した為、その旅に同行する。ヒューズ編クーンルートではクーンに先んじて行動したヒューズの仲間になる。固有技として「草薙の剣」とレッド編以外では吸収できない「ミニオンストライク」を持つ。
なお、「倭の五王」には、済という王がいる。
スライム（＊）
タンザー内部のスライムプールと呼ばれる場所で生活しているスライムの一匹。その場に居合わせ「活力のルーン」を得た主人公になぜか付いていく。この際には一言も喋らず、独自のイベントも存在しない。クーン編とヒューズ編クーンルートではシナリオ上、活力のルーンを取りに行かないため、仲間にならない。
サンダー（＊）
ヨークランドに住む、リュートを兄貴と慕うオーガ族のモンスター。男性的な口調だが、一般的なモンスターと同じく無性である。リュートに「見た目は怖いが本当に怖い」と評されるほどの暴れん坊だが、リュートには頭が上がらない。リュートがヨークランドを旅立ってからは、寂しそうにしている。リュート編では一度ヨークランドを出て以降は話しかけるだけで、それ以外ではリュートが既に仲間に加わっていると仲間にできる。
麒麟（＊）
モンスターでありながら、空間を操る術「空術」を極めている。ただし、術の装備システムはモンスター能力に準ずるため、自由に着脱はできず、一度モンスター能力で上書きすると覚えなおすことは出来ない。空術の力を応用して「麒麟の空間」と呼ばれる不思議な空間を作って住んでおり、恵まれない子供たちをここで引き取って育てている。麒麟の空間を訪れた者に試練を課し、乗り越えた者に空術を授けるか仲間として同行する。ただし、ブルー編ではそのどちらでもなく、麒麟を殺害して空術の資質を奪い取ることになる。麒麟が死ぬと空間の崩壊と共に子供たちも消えてしまい、この際に女性キャラがパーティー内にいると批難される台詞が挟まる。ヒューズ編ブルールートでは殺害される前に保護する形で仲間になる。
朱雀（＊）
全身が炎に包まれている伝説的な鳥類のモンスター。ムスペルニブルの雪山では、山頂で花を摘もうとするとボスモンスターとして襲い掛かってくる好戦的なものと、洞窟で封印され氷漬けにされているものの2匹がいるが、いずれも一言も喋らない。後者は朱雀の山の始点で妖魔系（女）と戦闘し、霜の巨人と戦う手順を踏めば仲間にすることができる。また、朱雀自体は一般の鳥類系モンスターの最上位ランクのザコ敵としても登場する。ヒューズ編ブルールートでブルーを追った場合、朱雀の山をそのまま通過してしまうため仲間にならない。
赤カブ（＊）
その名の通り赤カブ姿（マンドレイク）のモンスター。闇の迷宮に閉じ込められており、ただ一体たたずんでいる。アセルス編で話し掛けると、闇の迷宮脱出後に仲間になる。元々この役割が想定されていた訳ではなく、余った為に適当な場所を探した結果配置されたキャラクター。これに対してアセルス編設定担当の生田は「なんで赤カブなんかが白薔薇のかわりなの？」と一時期怒っていたという。ヒューズ編アセルスルートではヒューズが宝物庫のアイテムを押収した場合に限り、闇の迷宮にヒューズを捕まえに来た妖魔を身代わりにする形で最終盤のみのスポット参戦となる。
タンザー
混沌をさまよう巨大生物で、リージョンシップを飲み込んでしまう事もある。体内は広大で、モンスターや飲み込まれた人間達が生活している。
タコおじさん
リージョン「ボロ」に住むタコの技術者。T260のボディを現在の形に組み立て、名前に「G」を付けた。8本の足を用いた複雑な作業が可能であり、その技術力は天才科学者レオナルドも驚く程である。
マーグメルの長老
崩壊寸前のリージョン「マーグメル」に住むモンスターであるラモックスの一族の中の長老。礼儀などにはうるさいようである。たった一個の指輪に念じる事で、マーグメルの崩壊を何とか食い止めてきた。しかし指輪一個の力では限界があることを悟り、クーンに他の指輪を集めるよう依頼する。
地竜
生命科学研究所所長のナシーラが生み出した「とっておき」のモンスター。巨大な亀のようなモンスターで、その強さはゲーム中でも上位にあたる強敵。生命科学研究所の最奥部に到達した主人公に対し、ナシーラが嗾けてくる。通常では遭遇は任意だが、リマスター版のアセルス編追加イベントと、ヒューズ編アセルスルートの関連イベントでは最後に戦う事になる。この場合も戦闘を拒否（スキップ）する選択肢が用意されており、倒さずともストーリーは進められる。
地獄の君主
ブルー編のラストボス。マジックキングダム地下に封印された「地獄」に巣食う魔物達の王。人型と龍型の二つの形態を持ち、変身の度に周囲の様子も変化する。龍型時には周囲が地獄の名に違わない禍々しい風景になる。人型形態は七支刀を携えている。撃破すると突然画面がセピア調になり、そのまま「THE END」と表示されるだけで終わるが、これはルージュ戦をブルー編のラストバトルと位置付け（ルージュ戦後に簡易的なスタッフロールが流れる）、それ以降をエピローグと意図しているため。ヒューズ編のブルールートでも同様に画面が停止して唐突に戦闘が終わるが、「THE END」は表示されずその後のエピローグが描かれ、この結末が補完されている。
仮面の魔神
開発2部でおまけとして戦える裏ボスキャラクター。その強さは各編のラストボスに匹敵する。外見はレッド編やエミリア編に登場する「仮面の巨人」に似ている。

#### メカ
BJ&K（＊）
リージョンシップ・キグナスの医務係を勤めるメカ。正式名称は Black Jack & Dr.K。レッドの秘密に気づいてしまい、喋ったら壊すと脅迫されてレッドについていく事に。医療メカだけあり仲間を回復する技能に長けており、圧縮レーザー砲など最低限の攻撃手段も備える。ヒューズ編ではレッドルート以外でレッドと共に仲間にできる。
ナカジマ零式（＊）
シュライクの「中島製作所」で開発された新型飛行メカ。とあるアクシデントにより妙な喋り方をするようになってしまう。素早さを活かした攻撃が得意。リージョン界で禁止されている搭乗メカの技術が応用されている。零式と名付けたのは製作所の若手で、社長はその名前に不満の模様。疑似人格のモデルは小泉今日治。T260G編にて起動し、仲間にできる。他の主人公では起動せず、シートが掛けられているので姿も見えない。ヒューズ編でもT260Gルートでは起動しており、仲間にできる。
pzkwV（＊）
正式名称 Panzer kampf wagen V、読みはドイツ語でV型装甲戦闘車両を意味する「パンツァー・カンプ・ヴァーゲン・フュンフ」（実在の兵器V号戦車パンターが元ネタ）。クーロンで裏武器屋を商っているメカ。トリニティ製でレオナルドを先生と崇めており、重火器攻撃に長けている。そのため、T260G編とヒューズ編リュートルートでレオナルドを連れて行くと仲間になる。
特殊工作車（＊）
「中島製作所」で開発されたメカ。メカがパーティーにいれば仲間になってくれる。メカの修理がメインだが攻撃から回復までこなせるオールラウンダー。
固有プログラムとして「集中射撃」と「範囲射撃」を持つ。
ヴァルカン
カバレロファクトリー所属の暴れん坊メカ。ヘルメスタイプ。ボロの闘技場に乱入して暴れまわる。後に改良型であるヴァルカン改も登場。
ジェノサイドハート
T260G編のラストボス。リージョン破壊兵器「RB3型」のコア。巨大要塞のどこかに隠されたコアを探し出して物理的に直接破壊する事は不可能であるため、システム中枢にダイブする事で対峙する。ヴァーチャルシフトで変化させたフィールドに応じて攻撃方法を変える。ダメージを与えてヴァーチャルシフトを解除するとセキュリティレベルが上昇し、最大まで達しなければ本体にダメージを与えられない。防御無視＋気絶効果を持つ反射レーザーを全体に放つ「カーネイジ」が驚異。

#### ヒーロー
アルカール
瀕死のレッドを救い、アルカイザーへの変身能力を与えた謎のヒーロー。ヒーロー達の住むリージョン・サントアリオ出身。その正体はレッド編のエンディングで明らかになる。仲間にはならないが、レッド編冒頭のみ戦闘に参加する。

## ヒューズ編
オリジナル版では実装が適わなかったリマスター版追加シナリオ。シナリオライターは河津秋敏とベニー松山。他7人のうち1人でもシナリオをクリアすれば選択可能になる。シナリオ内容は他の7人の物語にヒューズが深く介入した場合というIFストーリーにあたり、計7つのルートを持つショートストーリー群で構成される。他の主人公のシナリオをクリアすると、それに応じたヒューズ編のルートが解禁される。
物語の裏側を追う事で、本編では語られていない真実が明らかになる事もあるが、本編とは展開が所々異なっている。ストーリーは新たに構成されたものだが、設定自体はオリジナル版の時点からあったが描けなかったものを用いている。一つ毎のルートは短く、メインストーリー上のダンジョンやボス戦の多くは省略されるため、少ないプレイ時間でラストボスへ辿り着ける。ラストボスはルート毎で本編と同じ。ルートによっては展開やエンディングの分岐も存在する。また、ルートにかかわらず他7人の主人公全員を仲間にすることが可能だが、シナリオの主軸となるキャラクターはヒューズと並行して事件を追っている関係上、一部の例外を除いて最終決戦直前まで仲間にならないことが多い。
プレイ中のルートのラストバトル前には、IRPOの応接室にてそれ以外の主人公のラストボスと先に戦う事ができる。但し、当該主人公の本編シナリオをクリア済み且つ、その主人公を仲間にしている必要がある。7人分のラストボス全員と立て続けに戦う事も可能だが、ラストボスを倒せば倒すほどプレイ中のルートのラストボスは強くなっていき、他6体を倒した場合の最強状態のラストボスを倒すことが一種のやり込み要素となっている。

## その他

### アイキャッチ
ストーリーイベントをクリアし、シナリオが一段落すると小林智美のイラストと共にタイトルロゴが表示されるアイキャッチが入る。イベント毎にイラストが異なり、オリジナル版では全27種類が用意されている。また、用意はされたが実際にはゲーム中に使用されていないアイキャッチが更に22種類存在する。
リマスター版では、「追加要素あり」モードやヒューズ編にてオリジナルで未使用だったイラストも多数使用され、新規のものを含む全65種類に増加している他、タイトル画面の「LIBRARY」→「ギャラリー」から自由に閲覧が可能。ただし、多くは画面サイズに合わせて切り取られており、イラスト全体が見られる訳ではない。

### 開発2部
同一のシステムデータにて、全主人公のクリア回数が1回以上になると行く事が出来る、所謂スタッフルーム。『クロノ・トリガー』の時と同様、開発スタッフ達がゲーム中のキャラの姿で各所に登場し、1人ずつメッセージが用意されている。中にはバトル画面を用いた演出などのお遊び要素やサウンドテストもある。操作パーティは最後にシステムデータにクリア情報をセーブしたデータのものが適用される。最奥部ではヴァジュイールに扮した河津に全主人公のプレイ状況を教えてもらったり、全ラストボスと自由に戦う事ができる。オリジナル版では妖魔エンディングを迎えた状態のアセルスで訪れると主人公の接触判定が全て消えてしまう不具合があり、来ても無駄に終わる現象が存在したがが、リマスター版では修正されている。
リマスター版ではヒューズ編のみ到達条件に含まれず、またヒューズ編クリア時はこちらではなく後述のリマスター版開発室に行くことになる。

### リマスター版開発室
リマスター版では、上記の開発2部とは別に新たにリマスター版開発室が存在し、ルートにかかわらずヒューズ編をクリアすると行くことができる。こちらにいるのはリマスター版に携わったスタッフであり、開発2部のようなお遊びの演出は少ないが、最強状態のラストボスを倒した後にあるスタッフに話し掛けると真の最強のボスと戦う事が可能。

## スタッフ
- 河津秋敏（ディレクター、シナリオ[6]）
- 石井浩一（企画チーフ）
- 小林智美（イメージイラスト）
- 生田美和（アセルス編設定担当）
- 桑田浩之（レッド編設定担当）
- 坂本優子（ブルー編設定担当）
- 松井聡彦（マップ設定担当）
- 蜷川裕一（マップデータ担当）
- 伊藤賢治（音楽）
- 小泉今日治（バトルデザイン）
- 渋谷員子（キャラクターグラフィック）

他

### リマスター版
- 河津秋敏（製作総指揮、ゲームデザイン、シナリオ）
- 三浦宏之（プロデューサー）
- 上野真史（ディレクター）
- 伊藤賢治（音楽）
- ベニー松山（ヒューズ編シナリオ協力）

他

## 関連商品

### 音楽
『サガ フロンティア オリジナルサウンドトラック』（デジキューブ、1997年7月21日発売 / 再発売：スクウェア・エニックス、2006年2月1日）
CD3枚組。ゲーム中の「開発2部」にサウンドテストが存在するが、サウンドトラックは曲名と一部収録曲が異なる。サウンドトラックのDISC3の1曲目をタイムカウンターがマイナスになるまで巻き戻してから再生することでボーナストラックが聴ける。
『SQUARE ENIX SaGa Series 20th Anniversary Original Soundtrack -PREMIUM BOX-』（スクウェア・エニックス、2009年8月26日）
CD20枚組+DVD。歴代シリーズのBGMを収録しており、本作からは過去のサウンドトラックに未収録だった楽曲も収録されている。
『SaGa Frontier Original Soundtrack Revival Disc』（スクウェア・エニックス、2021年6月2日）
Blu-ray Disc+MP3ダウンロード。過去サウンドトラックの未収録曲とリマスター版のヒューズ編追加曲を含む全85曲をオリジナル版の映像付きで収録。

### 書籍
- 『サガ フロンティア ガイドブック Guide book series』 ISBN 4-925075-09-8 / デジキューブ、1997年7月
- 『サガ フロンティア 冒険者への道標（ファミ通ブロス攻略本シリーズ ）』 ISBN 4-89366-780-7 / アスペクト、1997年8月
- 『サガ フロンティア リージョンの歩き方』 ISBN 4-06-173460-1 / 講談社、1997年8月
- 『サガ フロンティア ハイパーテキスト』 ISBN 4-925075-12-8 / デジキューブ、1997年9月
- 『サガ フロンティア 解体真書』 ISBN 4-89366-809-9 / スタジオベントスタッフ著 / アスペクト、1997年9月
- 『サガ フロンティア 裏解体真書』 ISBN 4-89366-895-1 / スタジオベントスタッフ著 / アスペクト、1997年12月
  - 『解体真書』『裏解体真書』ともに、電子書籍版が2021年11月5日より配信開始。
- 『スクウェア メモリーカードデータ コレクション』 ISBN 4-925075-77-2 / デジキューブ、2000年11月

#### 小説版
上記の『裏解体真書』には「リージョン界からの寄稿」という形でスタジオベントスタッフによる三作の創作小説が収録されている。
- ベニー松山「ヒューズのクレイジー捜査日誌」

オリジナル版で実装が適わなかったヒューズ編をモチーフとした小説。扉絵には「8人目の主人公になりそこねた男 CRAZY FUSE」とある。ヒューズを主人公として本編7シナリオにアレンジを加えてまとめている。仲間キャラもほぼ全員登場しているがイルドゥンのみ登場しておらず、「未登場の仲間は誰か」を問うクイズ形式のプレゼントキャンペーンも行なっていた。
当時、オリジナル版に実装が適わなかったヒューズ編を「成仏させたい」という意思から企画が立ち上がったが、小説としての面白さを追求した為に登場人物の設定や性格を大きく脚色し、ゲーム内容も大袈裟に茶化したコメディ色の強い内容となっている。内容自体は松山がイメージを膨らませたオリジナルストーリーであり、当初予定されていたヒューズ編のシナリオとは別物である。『Sa・Ga COLLECTION』e-STORE専売の「サガ30周年記念BOX【神】」付属の「サガ」シリーズ小説集にも収録されている。
リマスター版のヒューズ編はこの小説を落とし込んだものにするという案もあったが、松山自身の意向により、ヒューズのキャラクターのみを取り上げている。
- 加藤義文「ザ・キング・オブ・リージョン'97」

レッド編で爆破されたシンロウ王宮が新たに建造され、落成記念として開催された武闘会「ザ・キング・オブ・リージョン'97」の模様を観客のリュートの視点で描く。武闘会は『ザ・キング・オブ・ファイターズ』のように3人一組のチーム制で、仲間キャラはおろか雑魚モンスターまでもがチームを組んで出場するという、ギャグ・パロディに徹した内容となっている。
- 板場利光「ノーマッド旅行社のリージョンツアーガイド」

ノーマッドがタンザー脱出後に旅行会社を始めたという設定で、リージョンの各所（ダンジョン含む）を巡る観光ツアーを紹介するもの。本物の旅行パンフレットのような作りだが、最後には参加者達からの苦情が寄せられるというオチで終わるもので、ネタ要素が特に強い。

### 他のゲームとの関連
ファイナルファンタジータクティクス
同梱のディスクに本作の体験版が収録されている（廉価版以前のヴァージョンのみ）。クーン編・T260G編の序盤、スクラップにおけるカバレロ一家との戦いを収録。なお、この際T260Gが製品版では装備しない電磁ハンマーを装備しているなど、若干製品版との差異がある。この体験版の解析データを公表することを咎めた河津ディレクターのメッセージが、製品版のディスクにテキストファイルとして入っている。
チョコボの不思議なダンジョン
同梱された「不思議なデータディスク」に本作のセーブデータが収録されている。このセーブデータでは、各主人公や仲間になるキャラクターが最初から最強に近い能力になっている。ただし、キャラクターのデータが一部混同されていたり、場合によってはゲームの進行が不可能になるなど、いくつかの不具合がある。
上記と同様のデータが、後にデジキューブから発行されたPlayStation用CD-ROM付き書籍『スクウェア メモリーカード データコレクション』（ISBN 4-925075-77-2、2000年11月）にも収録された。
シアトリズム ファイナルファンタジー カーテンコール
音楽ゲーム。有料DLCのプレイ楽曲として、2014年12月24日より本作の中ボス戦BGM「Battle #4」、2015年1月7日よりT260G編のジェノサイドハート戦BGM「Last Battle -T260G-」が配信開始された。
シアトリズム ファイナルファンタジー オールスターカーニバル
音楽ゲーム。追加配信楽曲として、2018年4月25日よりジェノサイドハート編BGM「Last Battle -T260G-」、同年7月4日より中ボス戦BGM「Battle #5」、同年11月7日より生命科学研究所のBGM「ALONE」、2019年2月13日より中ボス戦BGM「Battle #4」が配信開始された。